# المسيحية حسب دول العالم
ينتشر المسيحيون في جميع دول العالم ويشكلون الأغلبية السكانية في أوروبا وأمريكا الشمالية وأمريكا الجنوبية وأوقيانوسيا وجنوب أفريقيا وشرقها بالإضافة إلى وسطها، وتعتبر المسيحية أقلية في آسيا فقط، مع وجود مناطق شاسعة كالفيلبين وروسيا والقوقاز ذات غالبية مسيحية، كما يوجد في آسيا الوسطى والشرق الأوسط تجمعات كبيرة للمسيحيين غير أنها تحلّ ثانياً بعد الإسلام. وتعتبر الولايات المتحدة الإمريكية أكبر دولة مسيحية من حيث عدد السكان يليها كلاً من البرازيل والمكسيك.
بموجب إحصاءات العام 2020 يقدر عدد المسيحيين بأكثر من 2.4 مليار نسمة أيّ 33.39% من سكان العالم، لتكون بذلك أكبر أديان العالم المعتنقة، وتشكل ثلث سكان العالم منذ مئة عام وحتى الآن. كذلك فالمسيحية دين الأغلبية السكانية في 120 بلداً من أصل 190 بلداً مستقلاً في العالم. وتتألف المسيحية من ستة عائلات دينية أبرزها الكاثوليكية والبروتستانتية والأرثوذكسية الشرقية والأرثوذكسية المشرقية، وتنقسم داخل هذه العائلات إلى مجموعة من الكنائس المستقلة إدارياً يبلغ عددها 38.000 طائفة، يعود أغلبها لكنائس بروتستانتية؛ وأما أكبر الطوائف المسيحية فهي الكاثوليكية ويشكل معتنقوها أكثر من نصف المسيحيين في العالم.

## التعداد والانتشار

### التعداد والنمو والتراتبية

المسيحية بحسب انتشارها في دول العالم.

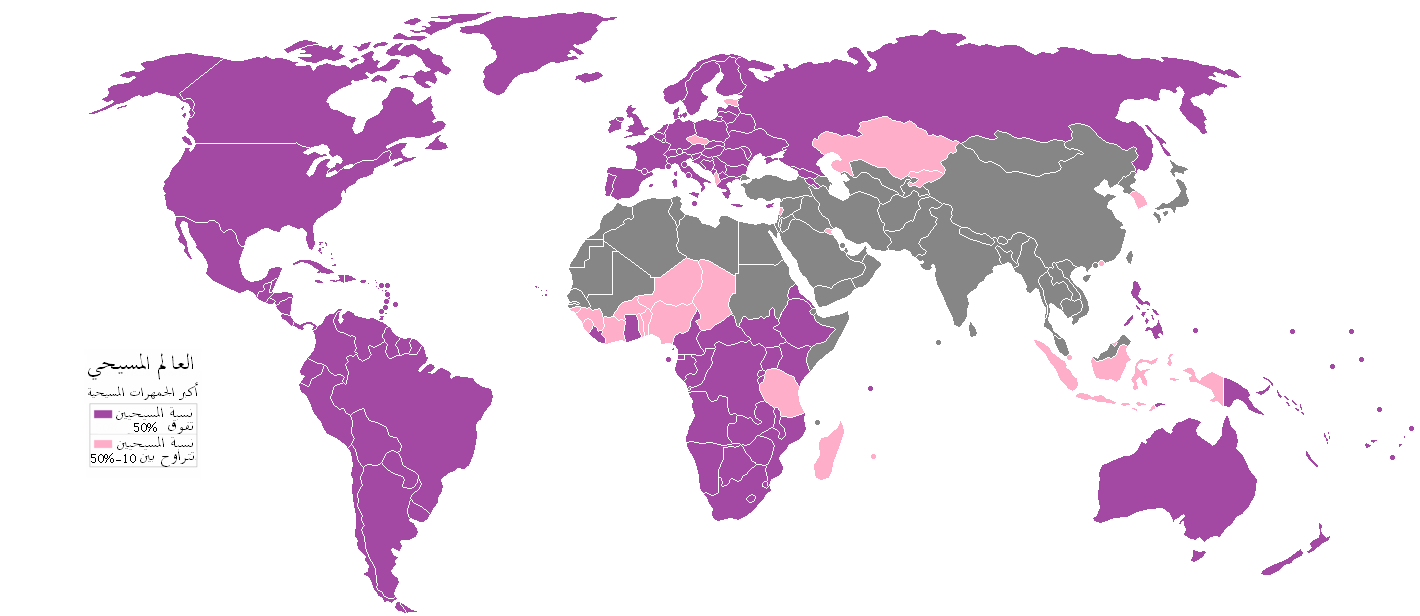
الدول التي يشكل فيها مسيحيون أكثر من نصف السكان، ويظهر باللون الوردي الدول التي يشكل فيها المسيحيين بين 10-49% من مجموع السكان.

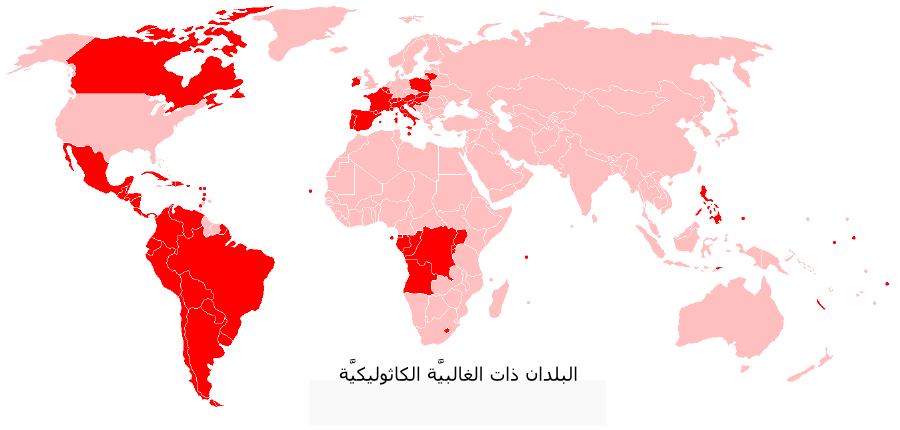
يشكل أتباع الكنيسة الكاثوليكية حوالي 52% تقريبًا من عموم المسيحيين، الخارطة تظهر الدول التي يشكل الكاثوليك أكثر من نصف سكانها.

وفقًا لكريستيانتي تودي، هناك 2.2 مليار مسيحي حول العالم في عام 2015، أيّ 33.39% من سكان العالم، ولتكون بالتالي المسيحية أكبر دين معتنق في العالم.
ويوزع المسيحيون على ستة طوائف كبرى هي بحسب الترتيب من حيث العدد: الكاثوليكية ثم البروتستانتية ثم الأرثوذكسية الشرقية، فالأرثوذكسية المشرقية ومن ثم مجموعة طوائف أقليات كشهود يهوه أو كنيسة المشرق الآشورية وغيرهما.
أما فيما يخصّ نسبة النمو فهي تخضع للزيادة أو النقصان بحسب مختلف الإحصاءات. بيد أنه من المؤكد، أن نسبة الولادات في أوساط المسيحيين تقلّ عن نسبتها في أوساط سائر الديانات النامية كالإسلام أو السيخ، وقد انخفضت من 3.52 طفل لكل امرأة مسيحية إلى 2.58 لكل امرأة، في مقارنة بين نتائج إحصائي 1989 و2009، كما أن نسبة إنجاب المرأة المسيحية في جمهورية الكونغو الديموقراطية يتفوق خمس مرات على نسبة الإنجاب في بيلاروس فانتشار المسيحية في العالم الحديث يؤثر سلبًا على نسبة النمو. وفي غضون ذلك، تعتبر حركات التبشير في آسيا وأفريقيا أهم روافد نمو المسيحية، إذ وفقاً للموسوعة المسيحية العالميَّة يعتنق المسيحية سنويًا 2.7 مليون شخص قادمين من خلفيات دينية مغايرة، يمكن القول أن نسبة النمو التقريبي هي 1.36% سنويًا لتحلّ في المرتبة السادسة عالميًا بعد الزرادشتية (2.56%) ومن ثم البهائية (2.28%) فالسيخ (1.87%) والهندوسية (1.69%) والإسلام (1.43%). أما من حيث النمو العددي بغض النظر عن النسب المئوية فإن المسيحية تحلّ في المرتبة الأولى بحوالي 25 مليون شخص يليها الإسلام بحوالي 22.5 مليون شخص. وفي الواقع، فإن الفروقات الكبيرة بين أعداد معتنقي الديانات الأولى في العالم، تجعل إمكانية تغيير التراتبية صعبة رغم التفوق في نسبة النمو أو عدد المعتنقين، ويشير بعض الباحثين أنه في حال ظلّت نسبة النمو لمختلف الأديان على حالها، فإن المسيحية ستبقى في عام 2025 أو 2030 الديانة المتصدرة والأكبر أو الديانة الأكثر اعتناقاً.

### الانتشار
لا تخلو دولة في العالم المعاصر من تواجد لمسيحيين على أرضها. وخلال نظرة تاريخية للانتشار الديموغرافي للمسيحية، فمن المعروف أن المسيحية قد انطلقت من القدس وتمركزت في المدن الكبرى على الساحل الشرقي للبحر الأبيض المتوسط كأنطاكية وجبيل وقبرص ومن ثم انتشرت في اليونان وتركيا وروما؛ وكانت النقطة الفاصلة في تاريخها صدور مرسوم ميلانو عام 313، فبنتيجة تكاثر عدد المسيحيين المطرد اضطرت الإمبراطورية الرومانية للاعتراف بالمسيحية كدين من أديان الدولة، منهية بذلك حقبة طويلة من الاضطهادات، وأخذت المسيحية تتسارع إبانها بالنمو؛ ومن ثم أعلنت المسيحية دين الإمبراطورية الرومانية الوحيد خلال عهد الإمبراطور قسطنطين ما أدى إلى تحولها من موقع الدفاع إلى موقع الهجوم؛ وأخذت المناطق التي ظلّت عصيّة على حركة التبشير المسيحية خصوصًا في القرى والأرياف التحول من الأديان الوثنية السائدة نحو المسيحية. أما في أوروبا فإن المسيحية لم تدخل إلى شمال القارة قبل القرنين السابع والثامن وذلك بنتيجة عاملين أولهما حركة التبشير النشطة ويمكن أخذ تجربة القديس باتريك في بريطانيا وجزيرة أيرلندا كمثال على ذلك، والحروب التي شنها القوط الشرقيون وغيرهم من الأقوام المسيحية، تجاه الأقوام الوثنية في الشمال؛ وكان لاعتناق روسيا المسيحية أواخر القرن التاسع دور بارز في انتشار المسيحية في الشمال الأوروبي. أما في آسيا، فمع استثناء الشرق الأوسط حيث كانت القاعدة الأساسية للمسيحية، فإن حركات التبشير استطاعت اجتذاب عدد من سكان الصين والهند وأفغانستان نحو المسيحية، وقد تأسست أبرشيات ناشطة في تلك الأصقاع، لكنها اندثرت بشكل تدريجي بعيد القرن السابع بنتيجة التحولات الهامة في الشرق الأوسط ممثلة ببروز الإسلام؛ غير أن الحال في أفريقيا كان مواتيًا بشكل أكبر للمسيحيين، إذ حافظت عدد من الدول على ذاتها المسيحية ومنها أثيوبيا وأرتيريا.

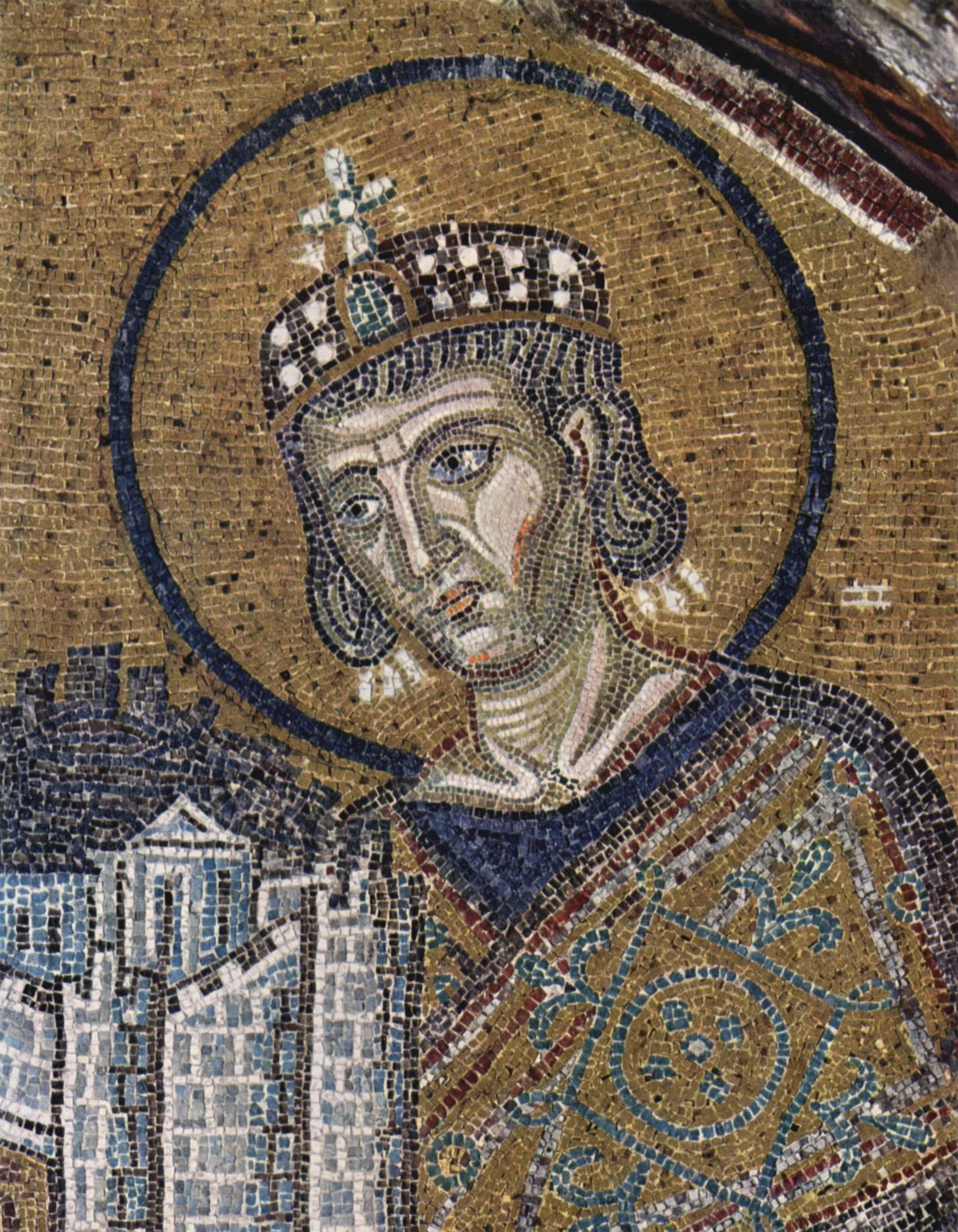
قسطنطين والذي أعلن المسيحية دين الإمبراطورية الرومانية الرسمي، ما ساعد في انتشارها. الصورة من جداريات آيا صوفيا.

حركات التبشير والاستيطان النشطة إبان عصر النهضة والاكتشافات في أوروبا ساهمت في نقل المسيحية نحو أمريكا الشمالية وأمريكا الجنوبية، كذلك بنشر المسيحية من جديد في آسيا والمناطق المكتشفة حديثًا في أفريقيا، وقد اصطدمت في بعض الأحيان بالظروف السياسية كمنع الصين للمسيحية في القرن الخامس عشر إثر توتر العلاقات بين الإمبراطور والرهبنة اليسوعية التي رفضت إدخال بعض الطقوس القادمة من الديانات الصينية التقليدية، ومنها إكرام الإمبراطور، ضمن الطقوس المسيحية الرسمية. أما في الشرق الأوسط فقد ظلّ للمسيحيين حضور فاعل طوال العصر الأموي والعباسي، لكنه أخذ بالتقهقر بنتيجة الاضطهادات الدينية التي تزامنت مع انهيار الدولة العباسية وأدت إلى حصر المسيحيين في بعض المناطق النائية كطور عابدين أو سهل نينوى أو معلولا أو جبل لبنان، على أن الوجود المسيحي لم يندثر يومًا من المدن الكبرى كحلب أو دمشق أو بيروت. وفي العصر الحالي، فإن المشرق يعاني من نسب هجرة مرتفعة بين مواطنيه المسيحيين وهي ظاهرة أخذت بالانتشار منذ نهاية القرن التاسع عشر؛ يقابلها هجرة من مختلف دول العالم بما فيها المسيحية نحو الدول النفطية الغنية في الخليج العربي.
تعتبر المسيحية ديانة كونية، إذ ينتشر المسيحيون في جميع القارات والدول ولا توجد دولة في العالم لا تحوي على المسيحيين؛ المسيحية هي الديانة السائدة في أمريكا الشمالية وكذلك في الكاريبي، أمريكا الوسطى والجنوبية إضافة إلى وسط أفريقيا وجنوب أفريقيا، إلى جانب أوروبا وأوقيانوسيا؛ في حين تعتبر الفيليبين الثقل الأساسي للمسيحية في آسيا، القارة الوحيدة التي لا يشكل المسيحيون أغلب سكانها مع وجود مناطق شاسعة كالفيلبين وروسيا والقوقاز ذات غالبية مسيحية، كما يوجد في آسيا الوسطى والشرق الأوسط والشرق الأقصى تجمعات كبيرة للمسيحيين. وعلى الرغم من أن المسيحيين يمثلون ثلث سكان العالم، إلا أنهم يشكلون أغلبية سكان 120 دولة و38 كيان ذي حكم ذاتي، أي ما نسبته ثلثي دول العالم وكياناته.
أما من ناحية التوزيع القاري فيُشكّل المسيحيون في أميركا الشمالية والجنوبيَّة نسبة 86.0% من السكان، أما في أوروبا فيُشكّل المسيحيين نسبة 76.2% وفي أوروبا يتواجد أكبر تجمع مسيحي في العالم، كما ويُشكّل الكاثوليك نصف مسيحيي أوروبا أما في القارة الأسترالية فُيشكّل المسيحيون نسبة 73.36% من تعداد السكان وفي القارة الأفريقية حيث تشهد المسيحية انتشارًا كبيرًا فيُشكّل المسيحيون نسبة 47.60% من سكانها، أي أن عددهم يصل إلى أكثر من 516,470,000 مليون نسمة، أما في القارة الآسيوية فيُشكّل المسيحيون نسبة 12.6% من سكانها، وبذلك تصل أعدادهم، إلى أكثر من 364,780,000 مليون نسمة؛
ولا تزال المسيحية الديانة المهيمنة في العالم الغربي؛ إذ يشّكل المسيحيين حوالي 70% من سكان العالم الغربي. ويعيش اليوم 39% من مسيحيي العالم في أوروبا وأمريكا الشمالية وأوقيانوسيا، بينما يعيش 61% من المسيحيين في أمريكا الجنوبية وأفريقيا وآسيا، يذكر أن مناطق جنوب الكرة الأرضية تشهد ازدياد في معدل نمو المسيحية.
المسيحية تنمو وتزيد بنسبة 1.43%، وبالتالي هي قريبة من النمو السكاني، وهو 1.39%. المسيحية تنمو بشكل خاص تقريبا في العالم الثالث، في حين أن الدين يعود جزءً كبير من العالم الغربي، حيث يعتنق المسيحية سنوياً حوالي 15.5 مليون شخص من خلفيات دينية مختلفة (معتنقين جدد)، مع صافي ربح من المتحولين يُقدر بحوالي 3.8 مليون سنويًا.
استنادًا إلى تقرير لمركز الأبحاث بيو يعيش حوالي 87% من مسيحيين العالم في 158 دولة ذات أغلبيّة مسيحيّة. في حين يعيش حوالي 280 مليون مسيحي أي 13% من مجمل مسيحيين العالم كأقليات في دول ذات أغلبيّة غير مسيحيّة. يشكّل المسيحيين أغلبيّة سكانيّة في 46 من أصل 50 دولة في أوروبا، و34 دولة من أصل 51 دولة في أفريقيا جنوب الصحراء، في جميع دول الأمريكيتين، وفي 27 دولة من أصل 60 دولة في آسيا وأوقيانوسيا.
أكبر الأقليات المسيحية تعيش في نيجيريا والصين والهند. كما ويعيش بين 139-144 مليون مسيحي في العالم الإسلامي؛ وتصل أعداد المسيحيّين في الدول ذات الأغلبيّة اللادينيّة إلى 77.1 مليون نسمة؛ ويعيش في الثلاثة دول ذات الأغلبية الهندوسية 32.3 مليون مسيحي؛ وحسب جدول معهد بيو تصل أعداد المسيحيّين في الدول ذات الأغلبيّة البوذية إلى 6 ملايين نسمة. وتُعتبر إسرائيل الدولة الوحيدة في العالم ذات الأغلبيّة اليهودية؛ تشير إحصاءات دائرة الإحصاء المركزية للعام 2012 أن عدد المسيحيين في إسرائيل بلغ 158,000. وحسب جدول معهد بيو تصل أعداد المسيحيّين في الدول بلا أغلبيّة دينيّة واضحة حوالي 35 مليون نسمة.

### نمو المسيحية

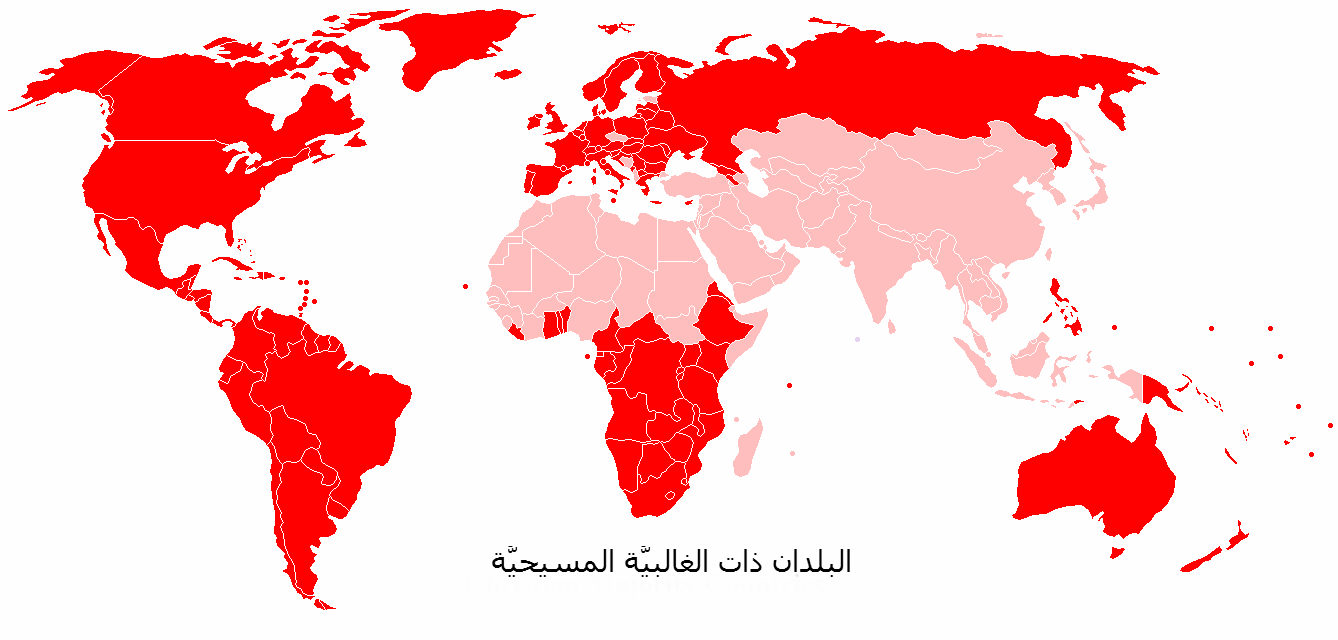
العالم المسيحي (باللون الأحمر).

المسيحية تعتبر أكبر أديان العالم وقد ازداد وقد تزايد عدد المسيحيين حول العالم بنسبة 4 أضعاف خلال المئة عام المنصرمة، من 660 مليون إلى 2.2 مليار إنسان أي 33.32% من سكان الارض، وهي بذلك تشكل أكبر ديانة في العالم. وتشكل المسيحية أغلبية في القارات التالية: أوروبا، أمريكا الشمالية، أمريكا الجنوبية، قارة أستراليا، أفريقيا. وتعد المسيحية من الأديان النامية بنسبة 1.43% أي تتجاوز المعدل العالمي للنمو المحدد بحوالي 1.39%؛
تعتبر الحركات التبشيرية في آسيا وأفريقيا الجناح الرئيسي لنمو المسيحية إذ يعتنق المسيحية سنويًا حوالي 30 مليون شخص من خلفيات دينية مختلفة أي حوالي 23,000 شخص يوميًا. تشير بعض الدراسات أن المسيحية هي أسرع أديان العالم انتشارًا، خصوصًا المذهبين الكاثوليكي والبروتستانتي. وتعتبر الحركات التبشيرية في آسيا وأفريقيا الجناح الرئيسي لهذا النمو إذ يعتنق المسيحية سنويًا حوالي 30 مليون شخص من خلفيات دينية مختلفة أي حوالي 23,000 شخص يوميًا. ففي عام 1900 كان يعيش 90% من مسيحيون العالم في أوروبا وأميركا الشمالية وأستراليا، اليوم يعيش 40% في هذه المناطق و60% في آسيا وأفريقيا وأمريكا الجنوبية ويعود ذلك إلى نجاح الحركات التبشيرية سنويًا.
في أفريقيا ازداد عدد المسيحيون من 10 ملايين إلى 482 مليون أي 47% من سكان أفريقيا، تشهد الدول ذات الثقافة البوذية في الشرق الأقصى ظاهرة في ازدياد معتنقي المسيحية، منها في الصين إزدادت أعداد معتنقي المسيحي بحيث تتراوح أعدادهم حاليًا بين 70 إلى 150 مليون مسيحي. وكوريا الجنوبية حيث اليوم ثلث السكان من المسيحيون، واليابان وسنغافورا، حيث تعتبر المسيحية في هذه الدول الديانة الأكثر انتشارًا وازديادًا، بالإضافة بين الأقلية الصينية في أندونيسيا. كذلك الأمر في فييتنام حيث ازداد عدد السكان المسيحيين بنسبة 600% خلال العقود الأخيرة. استنادًا إلى منظمة أبواب مفتوحة فعلى الرغم من الإضطهادات الموجة ضد المسيحيين في الهند، فالتحول للمسيحيّة في ازدياد، في سنة 2005 اعتنق المسيحية بين 60,000 إلى 70,000 هندي المسيحية. وفي ماليزيا أعتنق 160,000 هندوسي المسيحية في الأعوام الأخيرة.
في العالم الإسلامي هناك العديد من المسلمون يتحول للديانة المسيحية، مثلًا أشار أحمد القطعاني في برنامج الشريعة والحياة على قناة الجزيرة إلى أن حوالي أفريقيا يعتنق المسيحية 6 مليون مسلم سنوياً، وفي روسيا يعتنق 2 مليون مسلم المسيحية سنوياً، والباحث الروسي الأرثوذكسي رومان سايلانتيف يقول أن مليوني مسلم تحولوا إلى المسيحية الأثوذكسية خلال 15 سنة. والتحوّل للديانة المسيحية بين المسلمون موجودة في كافة أرجاء العالم الإسلامي منها في تركيا وإيران ودول المغرب العربي ولدى الجاليات المسلمة في الغرب.
في نيجيريا مثلًا ازدادت نسبة المسيحيين من 21.4% سنة 1954 إلى 48.2% سنة 2003، ويعود ذلك إلى ظاهرة اعتناق المسيحية. وتعتبر المسيحية في إيران أكثر الديانات انتشارًا وتشير بعض المنظمات إلى أن عدد معتنقي المسيحية في إيران بلغ حوالي المليون. في تركيا بين كل 10 حالات تغيير دين 6 حالات تكون للمسيحية، كما أشار تقرير في صحفية ميليت إلى أن 35,000 تركي تحول للمسيحية سنة 2008 خصوصًا إلى المذهب البروتستانتي الإنجيلي، وتشير بعض التقارير في الجزائر إلى وجود أكثر من 100,000 جزائري تحوّل للديانة المسيحية خاصًة البروتستانتية.
تعتبر الحركة البروتستانتية الخمسينية إحدى أسرع الحركات المسيحية انتشارا ونموا في العالم، فقد ازداد عدد معتنقيها من 72 مليون عام 1960 إلى 525 مليون عام 2000.

### الانتشار الطائفي

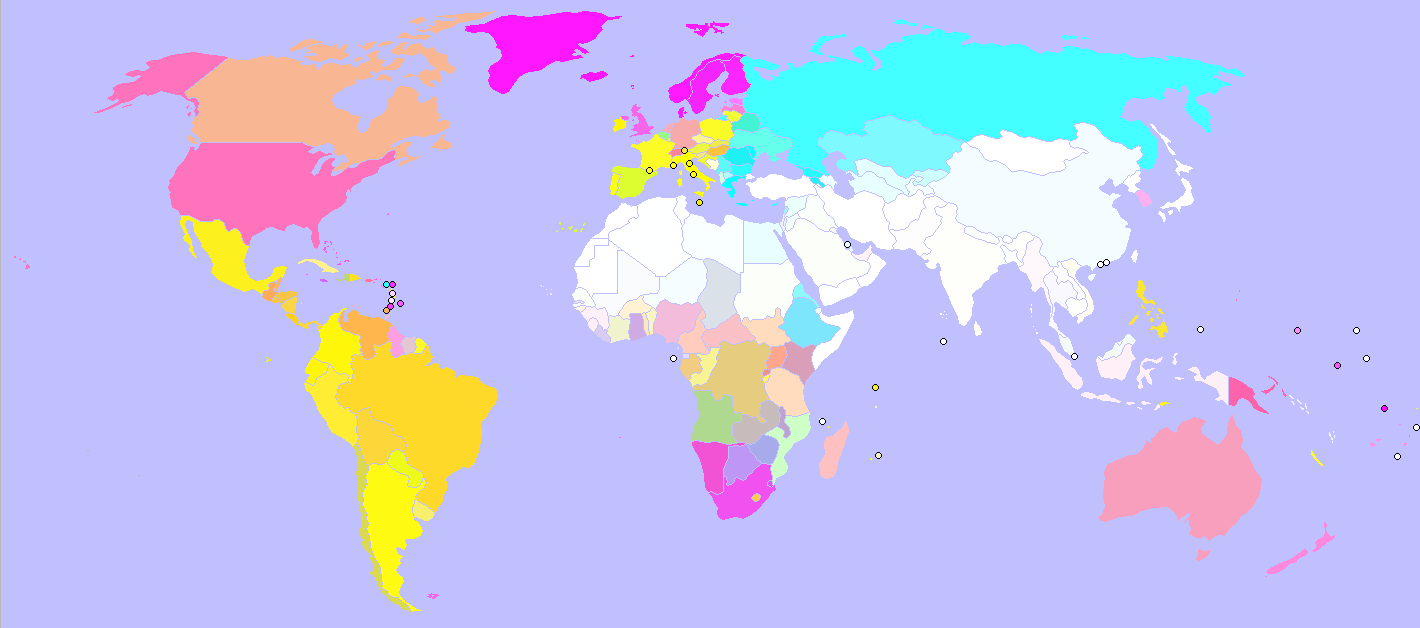
رسمة تبين المسيحية حول العالم ومناطق تواجد المذاهب المسيحية، الكاثوليكية (أصفر)، الأرثوذكس (أزرق سمائي) والبروتستانت (الزهري).

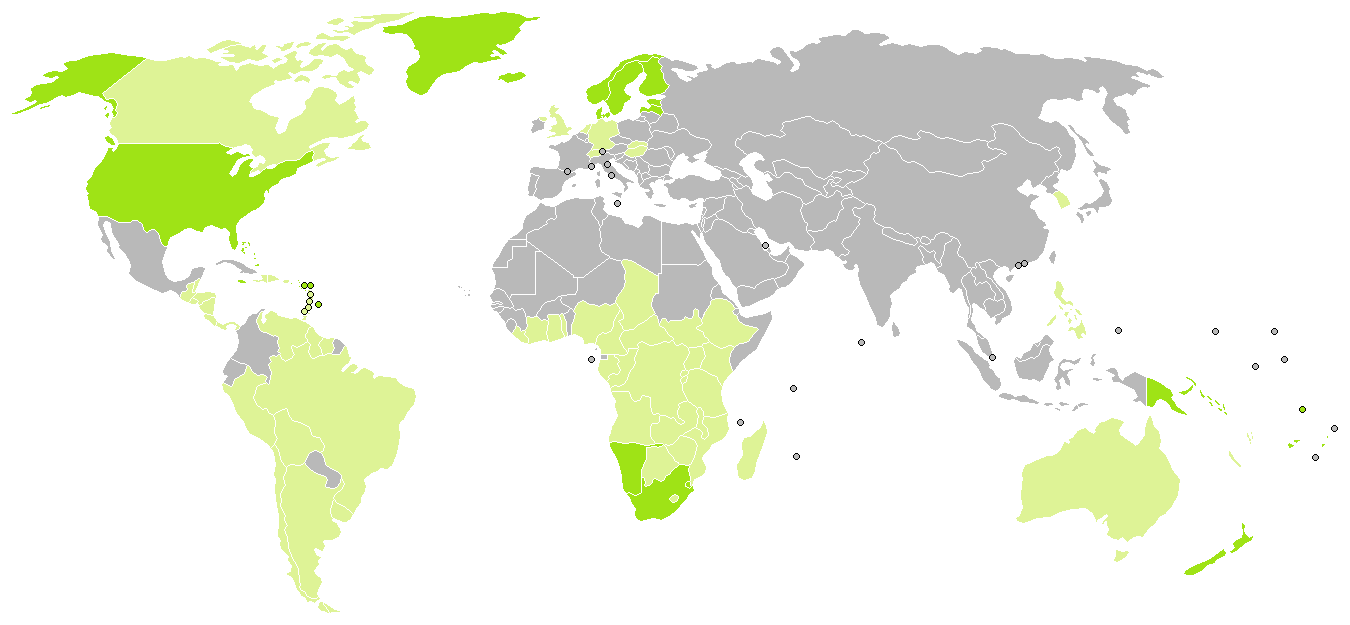
البروتستانت في العالم (بالإضافة إلى الانجليكانية)
الديانة السائدة (أكثر من 50%)
أقلية دينية كبيرة (أكثر من 10%)

حسب التي أعدّها «مركز (بيو) حول الدين والحياة العامة» في الولايات المتحدة فمن ناحية طوائف يشكل الكاثوليك حوالي نصف مسيحيين العالم ويتواجد نصف الكاثوليك في القارة الأميركية (حوالي 40% يتواجدون في أمريكا اللاتينية)، ويعيش 24% من كاثوليك العالم في أوروبا، ويتواجدون بكثرة خصوصًا في جنوب وغرب أوروبا، وتحوي القارة الأفريقية 16.1% من كاثوليك العالم، وتحوي آسيا 12.0% من الكاثوليك في العالم، بالنسبة لدول الشرق الأوسط فالدول التي يشكل فيها الكاثوليك الغالبية بين المسيحيون هي في لبنان، وإسرائيل، والعراق، والمغرب العربي، ودبي والسعودية، ومن بين الدول الكاثوليكية في أوروبا: إيطاليا، وإسبانيا، وبولندا، وهنغاريا، وفرنسا، والنمسا، وأيرلندا وغيرها. وفي أميركا اللاتينية: المكسيك، والأرجنتين وفنزويلا. أما في أفريقيا فالدول التي يشكل فيها الكاثوليك غالبية السكان هي: زامبيا، وجمهورية الكونغو الديمقراطية، ورواندا، وأوغندا، وغامبيا وأفريقيا الوسطى. أما في آسيا فالدول التي فيها تجمعات كاثوليكية ضخمة هي: الفلبين، والصين والهند.
يشكل الكاثوليك الأغلبية السكانية في 67 دولة. أما أكبر موطن ودولة للكاثوليك في العالم هو في البرازيل، يليها كلاً من المكسيك والفليبين والولايات المتحدة وإيطاليا.
أما المسيحيين الأرثوذكس فنسبتهم نسبتهم 12% من مجمل المسيحيين في العالم (يشمل الأرثوذكسية الشرقية والأرثوذكسية المشرقية). فينتشرون بكثرة في شرق أوروبا حيث الغالبية هناك أرثوذكسية وبالمجمل يعيش 76.9% من الأرثوذكس في أوروبا، وتركيا واواسط آسيا والشرق الأوسط ويتواجد في هذه المناطق 6.7% من أرثوذكس العالم، اما في أفريقيا ففيها 15.4% من أرثوذكس العالم، ويتواجدون خاصة في شمال شرق أفريقيا.
هناك 14 دولة في العالم ذات أغلبية أرثوذكسية. وتعتبر روسيا أكبر دولة أرثوذكسية في العالم، وفيها يعيش 39% من أرثوذكس العالم، يليها كلاً من إثيوبيا وأوكرانيا ورومانيا واليونان.
حين يشكل اتباع الپروتستانتية نسبة 37% من مجمل المسيحيين، ويتواجد أكثر أتباعها في شمال أوروبا حيث يعيش حوالي 12.6% من بروتستانت العالم في أوروبا، بينما يعيش 33% من البروتستانت في الاميركتين؛ خاصة في أميركا الشمالية و17.4% من البروتستانت يتواجدون في أستراليا وآسيا، بينما يتواجد 36.9% من البروتستانت في أقريقيا؛ خاصة في أفريقيا الجنوبية.
ويشكل البروتستانت أغلبية في 49 دولة. وتنتشر البروتستانتية أيضًا في أفريقيا الشمالية وفي شرق آسيا خاصة في الصين وكوريا الجنوبية. وتحوي الولايات المتحدة الأمريكية أكبر تجمع بروتستانتي في العالم من حيث عدد السكان يليها كلاً من نيجيريا والصين.

### دين الدولة
غالِبيّة الأمم والشعوب المسيحية تَتَّبَنّى النظام العلماني حيث يتم دعم الفكرة من تعاليم الكتاب المقدس:«أعْطُوُا إِذَاً مَا لِقَيْصَرْ لِقَيْصَرْ وَمَا لِلَّهِ لِلَّهِ» (لوقا 20-25:26). ومع ذلك فالديانة المسيحية هي دين الدولة في عدة بلدان حيث أنّ المسيحية هو المعتقد الديني الرسمي الذي تتخذه هذه الدول عادةً في دساتيرها بشكل رسميّ وهذه الدول: الأرجنتين (الكاثوليكية)، أرمينيا (الكنيسة الرسولية الأرمنية)، بوليفيا (الكاثوليكية)، كوستاريكا (الكاثوليكية)، الدنمارك (اللوثرية)، السلفادور (الكاثوليكية)، إنجلترا (أنجليكانية)، فنلندا (لوثرية وأرثوذكسية)، جورجيا (أرثوذكسية)، اليونان (أرثوذكسية)، أيسلندا (لوثرية)، ليختنشتاين (كاثوليكية)، مالطة (كاثوليكية)، موناكو (كاثوليكية)، النرويج (لوثرية)، توفالو (كالفينية)، اسكتلندا (المشيخية)، سويسرا (كاثوليكية وبروتستانتية)، والفاتيكان (الكاثوليكية).
هناك العديد من بلدان أخرى، مثل قبرص والدول الإسلامية، التي وإن كانت لا تملك كنيسة رسمية، لا تزال تعطي اعترافاً رسمياً إلى مذاهب مسيحية مُحَددّة.

### المسيحيون في العالم العربي

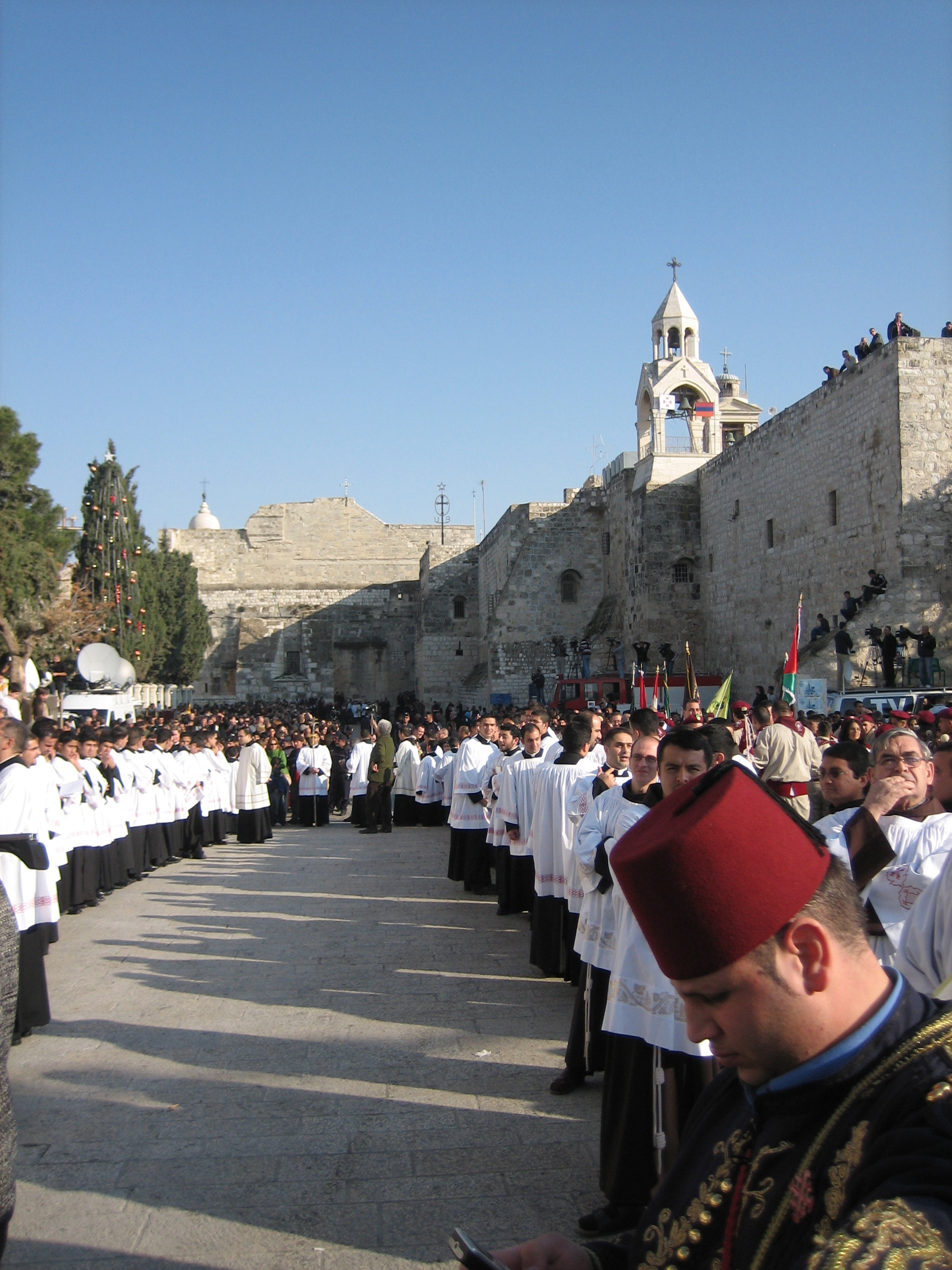
احتفالات مسيحيون فلسطينيون بساحة كنيسة المهد

يعيش اليوم في الوطن العربي مسيحيين عرب سواءً عن طريق النسب العربي أو بحكم انتشار العروبة كلغة وثقافة وهوية، ويبلغ عدد المسيحيون العرب والناطقون بالعربية ما بين ال22 إلى ال33 مليون نسمة، ويعيش حوالي 15 إلى 20 مليون نسمة بالإضافة أيضًا إلى الوجود التاريخي لكل من السريان والأرمن والوجود الحديث للأثيوبيين والإريتريين والهنود وسواهم من الجاليات الوافدة سيّما على دول الخليج العربي.

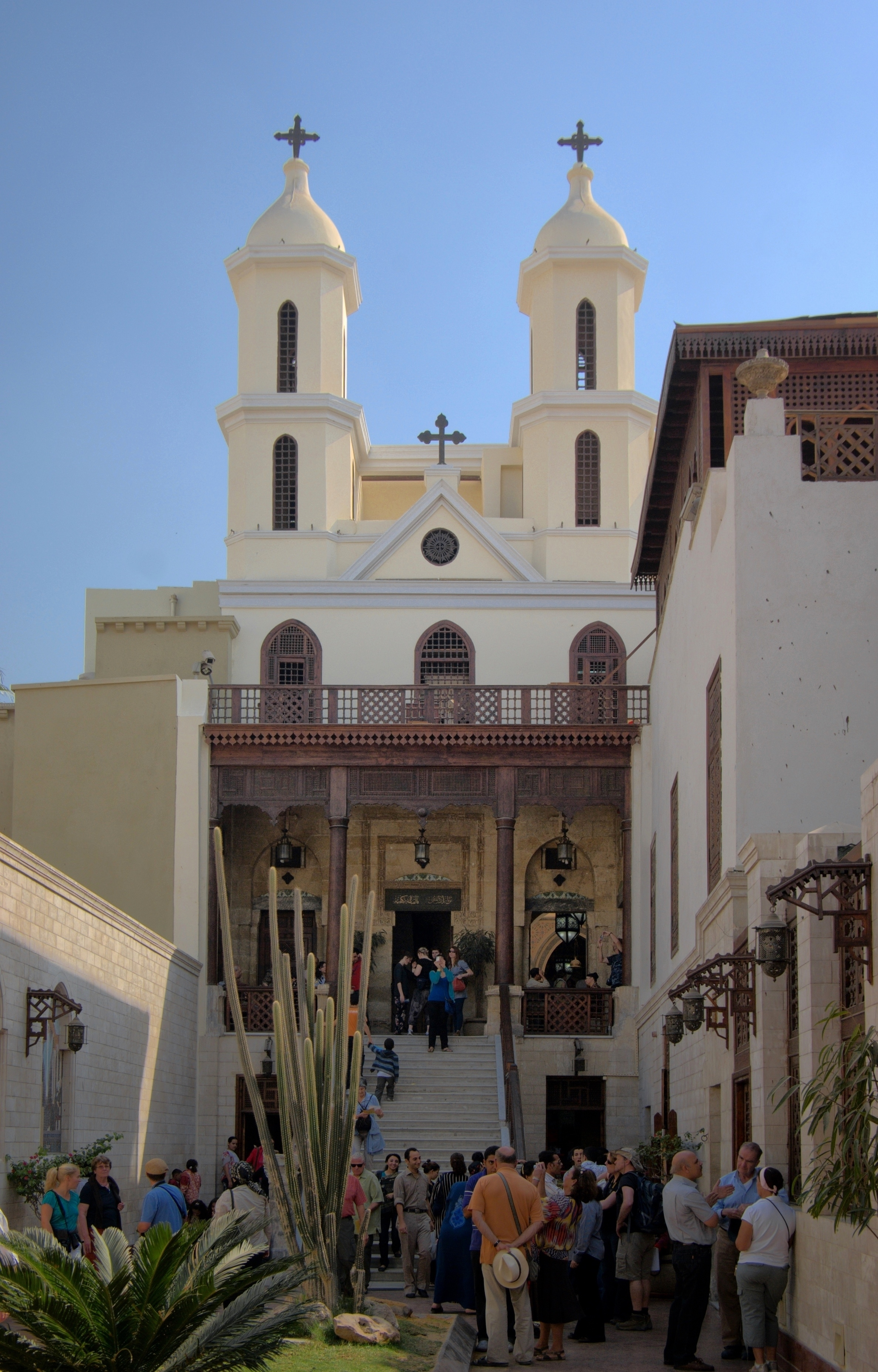
الكنيسة المعلقة أحد المقرّات البابوية في القاهرة ويعود زمن بنائها للقرن الحادي عشر.

وتشكل مصر أكبر تجمّع داخل الوطن العربي في حين يشكل لبنان التجمع الأعلى من حيث النسبة؛ هناك تواجد ملحوظ للمسيحيين في سوريا والأردن وفلسطين والعراق كما تضم بعض البلدان المجاورة مثل إسرائيل وتركيا وإيران تجمعات من المسيحيين، كما ويوجد أكثر من مليوني مسيحي في جنوب السودان، لكن لا يحسب هؤلاء ضمن سكان الشرق الأوسط. ويتواجد أيضًا في بعض دول الخليج العربي مثل الكويت والبحرين أقليات مسيحية من السكان المحليين كما ويتواجد في كافة دول الخليج العربي جاليات مسيحية كبيرة وفدت للعمل، وكذلك الأمر في دول المغرب العربي في شمال أفريقيا، حيث تتواجد تجمعات من المسيحيين غالبيتهم من أصول أوروبية، بالإضافة إلى تواجد مسيحيين محليين خاصًة من معتنقو المسيحية.
والقس طارق يشرح سبب إقامة الاحتفال الديني حتى ولو اعتبر خارج عن القانون: «نمارس ديانتنا منذ 1996 ولم نقل للعائلات أو المسنين أو الشباب أن كل شيء انتهى وأنهم عاجزين عن التعبير عن إيمانهم، هذا صعب، لذلك، نحاول التخفيف من أهمية الوضع»
ويقول الأب كريم: «نحن نحترم الدولة، فالإنجيل يملي علينا أن نخضع للسلطات ولذلك نطلب دائما المساعدة وأن تسهل الدولة مهمتنا لكي نصبح في وضع قانوني. لا نريد أن نمارس طقوسنا سرا، الناس يعرفوننا والشرطة تتعقبنا، لديها أسماؤنا وأرقام هواتفنا.. لماذا يلاحقوننا إذًا؟»
حاليًا، فإن الطوائف المسيحية في الوطن العربي، يأتي على رأسها الكنيسة القبطية الأرثوذكسية التي تصنف ضمن عائلة الكنائس الأرثوذكسية المشرقية وتعتبر القاهرة مقرًا لها وتنتشر في مصر وليبيا على وجه الخصوص، يليها الكنيسة المارونية ومقرها بكركي قرب بيروت ويشكل لبنان ثقلها الأساسي، وأتباعها ثاني أكبر طائفة مسيحية وهي ضمن عائلة الكنيسة الكاثوليكية، أما في الدرجة الثالثة يأتي الروم الأرثوذكس الموزعين على ثلاث بطريركيات في كأنطاكية والقدس والإسكندرية، ومقر بطريركية أنطاكية في دمشق وفي سوريا يشكل أتباع هذه الطائفة أكثر من نصف المسيحيين وفي فلسطين والأردن أيضًا يشكلون أغلبية المسيحيين الساحقة وهذه الكنيسة مصنفة ضمن عائلة الكنائس الأرثوذكسية الشرقية. تليها كنيسة الروم الكاثوليك، وتشكل أكبر تجمع في إسرائيل ولها ثقل في سوريا سيّما في حلب ومرمريتا وفي لبنان سيّما في زحلة.
هناك أيضًا بطريركية اللاتين في القدس التي تتبع الطقس الروماني الكاثوليكي وينتشر أتباعها في إسرائيل وفلسطين والأردن ومصر والمغرب العربي ودول الخليج العربي، وهناك أيضًا لاتين في سوريا وفي لبنان. هناك أيضًا عدة طوائف أقلويّة مثل كنيسة الأقباط الكاثوليك والأقليات البروتستانتية والإنجليكانية في جميع دول بلاد الشام والعراق ومصر وتونس والجزائر والمغرب. أما أكبر كنيسة في العراق فهي الكنيسة الكلدانية الكاثوليكية ومقرها ببغداد تليها كنيسة المشرق الآشورية بالإضافة إلى تواجد للكنيسة السريانية الأرثوذكسية والسريانية الكاثوليكية. بالإضافة إلى كنيسة الأرمن الأرثوذكس وهي ضمن عائلة الكنائس الأرثوذكسية المشرقية وتشكل أكبر تجمع مسيحي في إيران وتركيا.

## النسب حسب البلدان
هذه النسب أخذت من تقرير الحرية الدينية الصادر عن وزارة الخارجية الإمريكية لعام 2011، بالتعاون مع وكالة الاستخبارات الإمريكية وكتاب حقائق العالم ومركز بيو للدراسات ومشروع الأبواب المفتوحة ومشروع Adherents.com. يشمل المشروع جميع الذين يعرفون أنفسهم أنهم مسيحيين، بغض النظر عن قبول الطوائف أو الجهات الرسمية في الكنائس الأخرى لهذا التعريف. كما يشمل بالنسبة للدول، جميع المقيمين على أرضها سواءً أكانوا من حملة جنسيتها أو لم يكونوا، ويشمل الدول المستقلة والدول ذات الاستقلال الداخلي الواقعة تحت حماية خارجية، أما الدول الغير معترف بها دوليًا فلها جدول خاص، شرط أن تكون من الدول التي اعترفت بها دولة مستقلة واحدة على الأقل. إن لم تعجبك النسبة في بلد ما، لطفًا، لا تقم بالتعدل بل قم بوضع رؤيتك في صفحة النقاش، مدعومًا بالشواهد الملائمة.

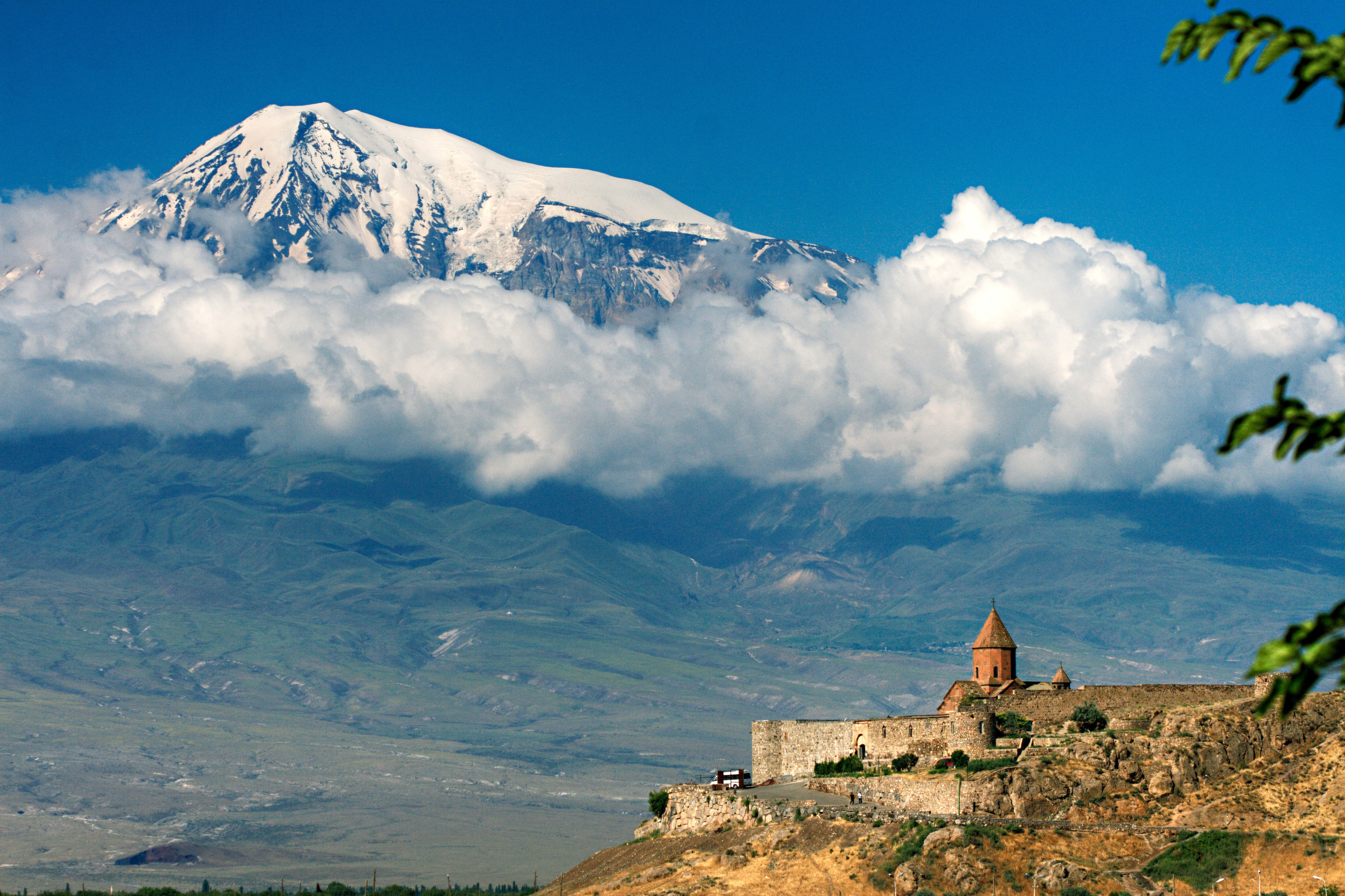
دير يعود بناءه للقرن السابع مقابل جبل آرارات في أرمينيا، أول البلاد التي اعتنقت المسيحية عام 301.

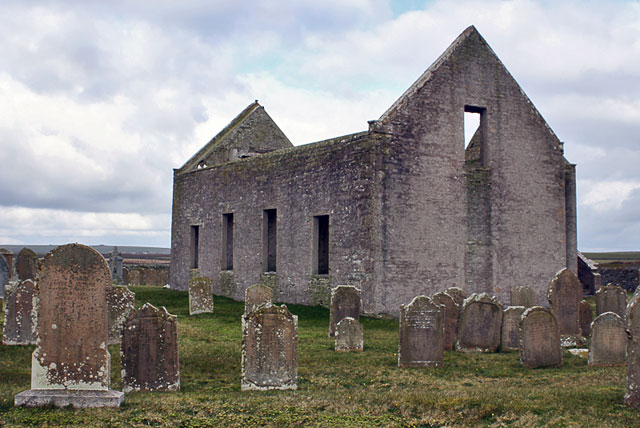
آثار كنيسة سيدة كيرك، في اسكتلندا.

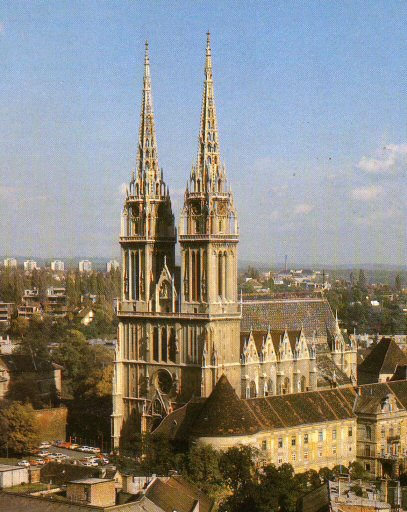
كاتدرائية في مدينة زغرب عاصمة كرواتيا.

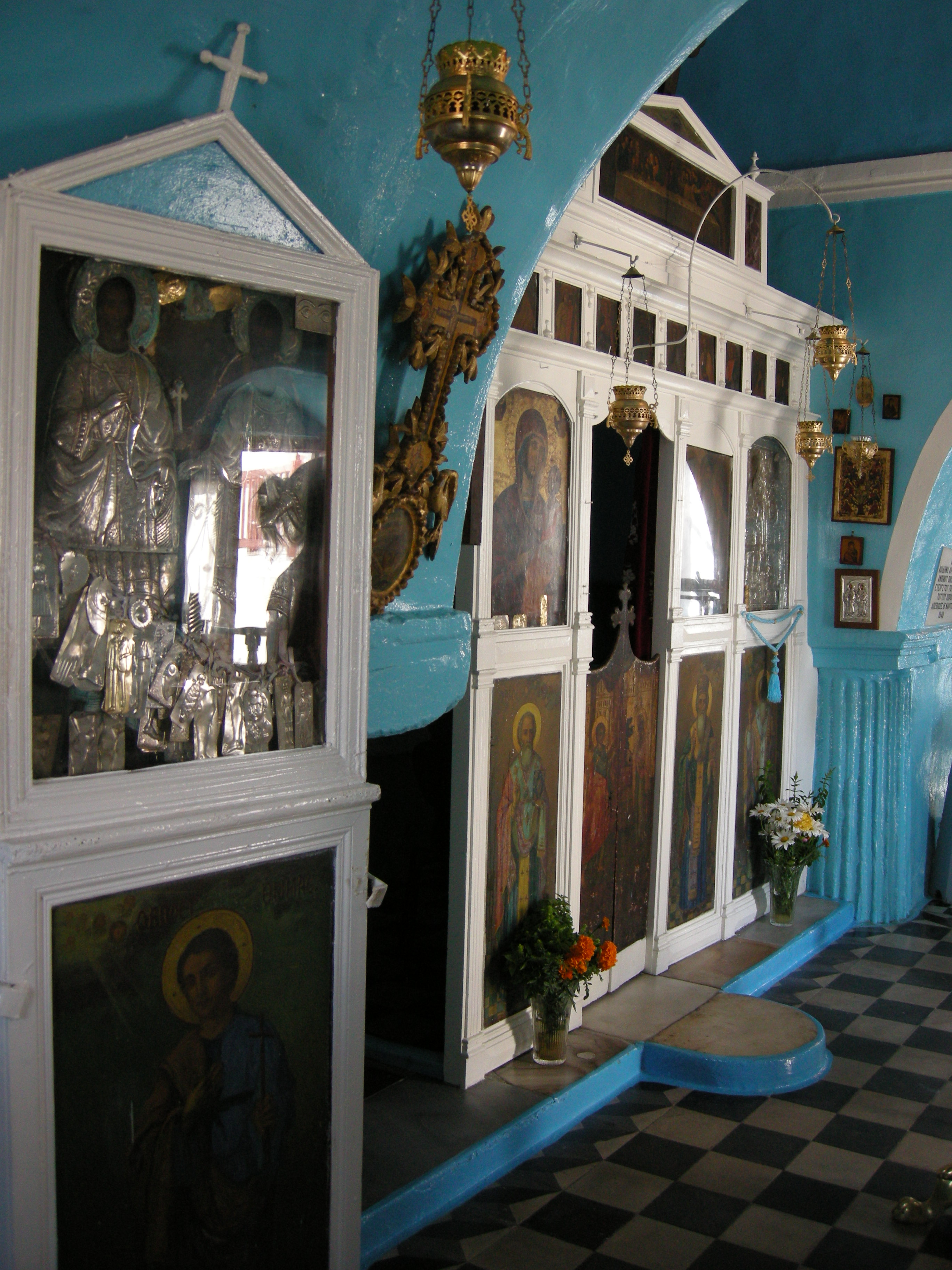
كنيسة في مايكونس، اليونان.

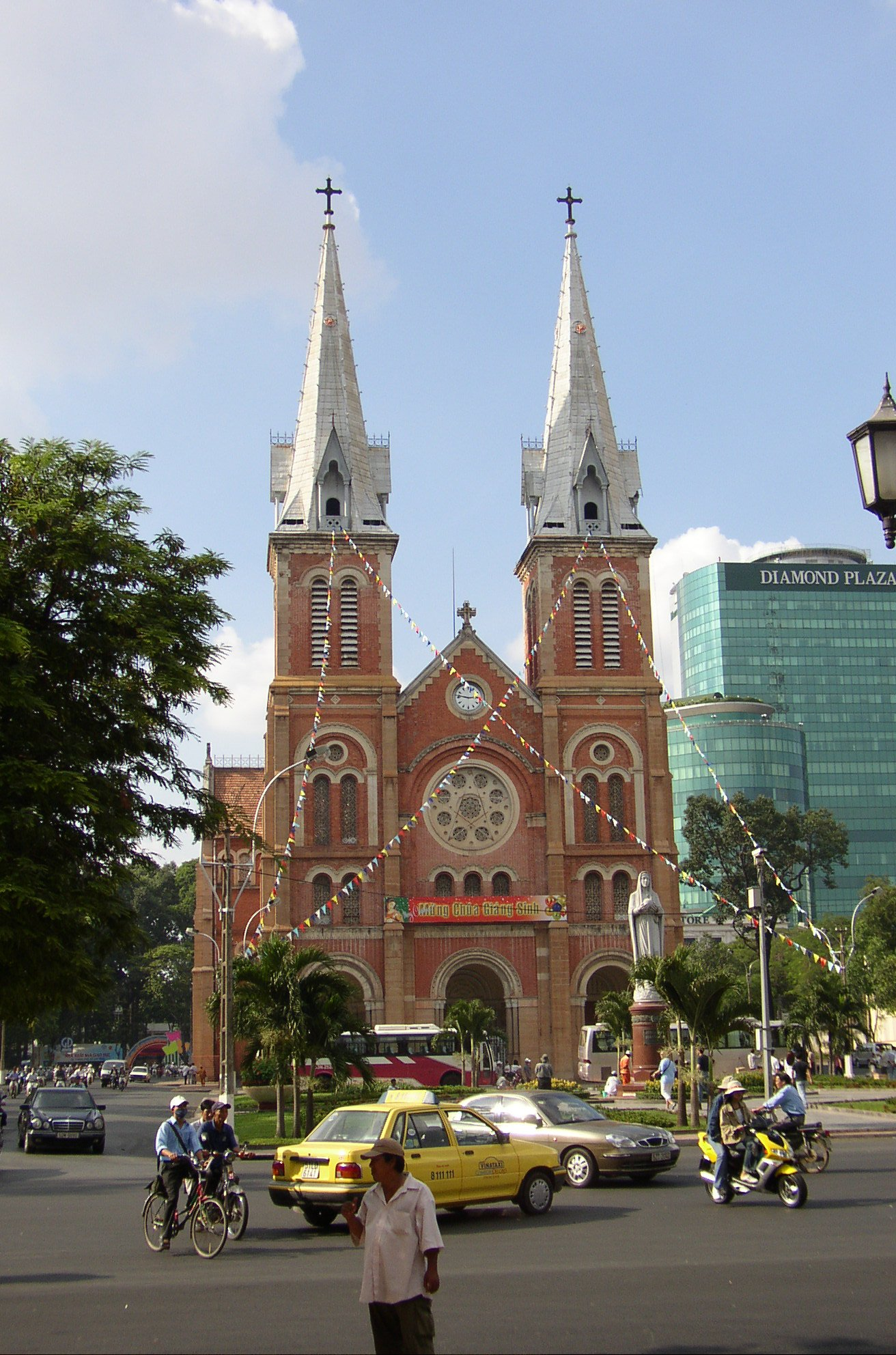
كاتدرائية نوتردام في هوشي منه، الفيتنام.

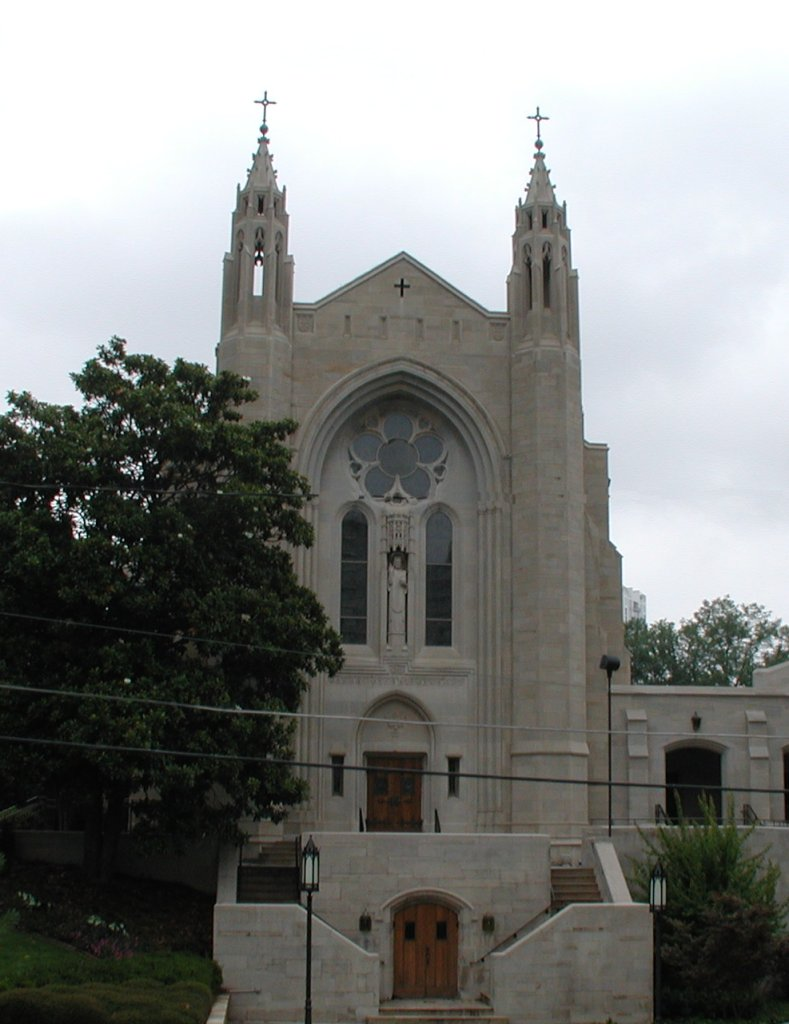
كاتدرائية يسوع الملك في أطلنطا، الولايات المتحدة الإمريكية.

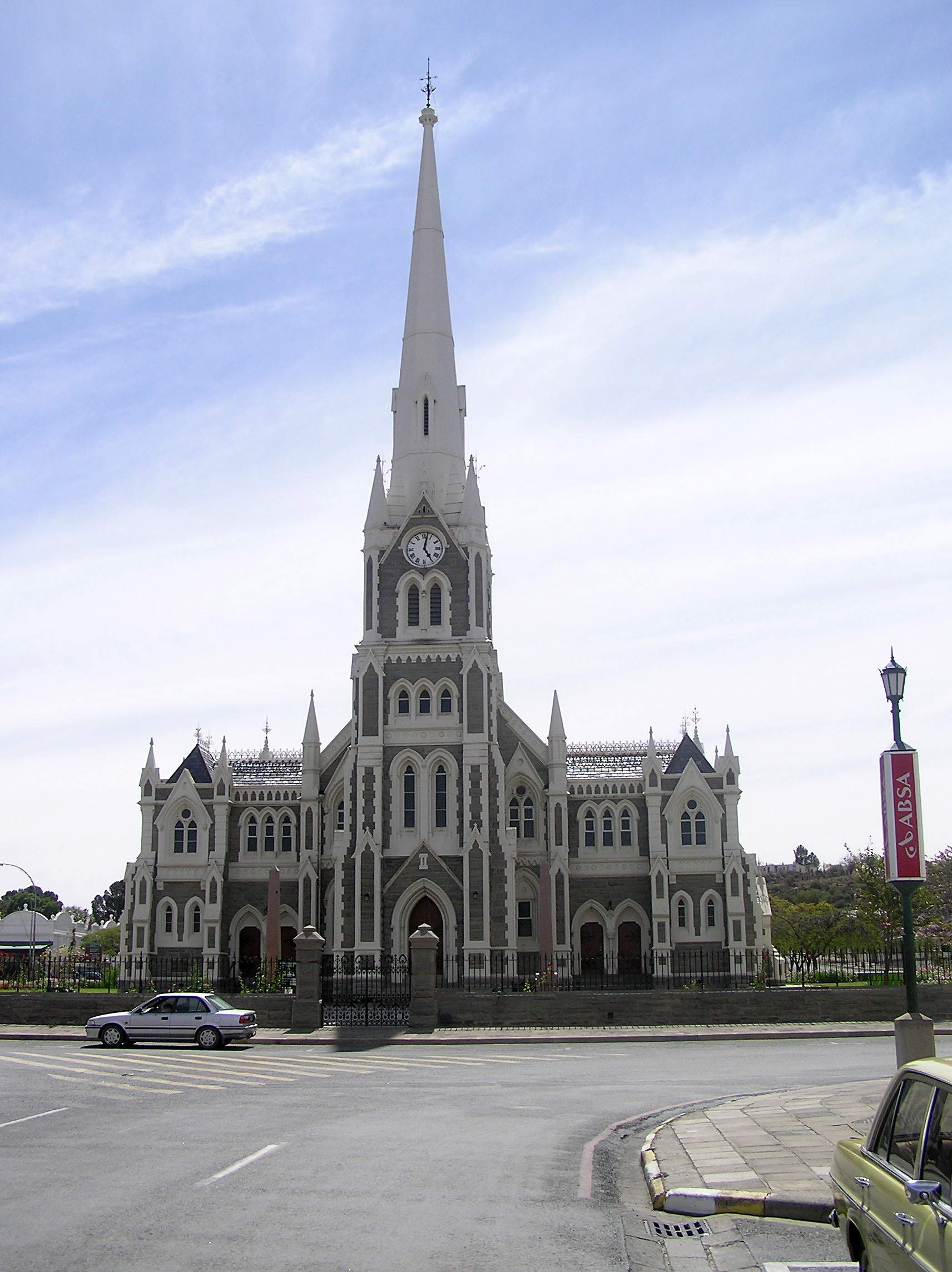
كنيسة في جنوب أفريقيا.

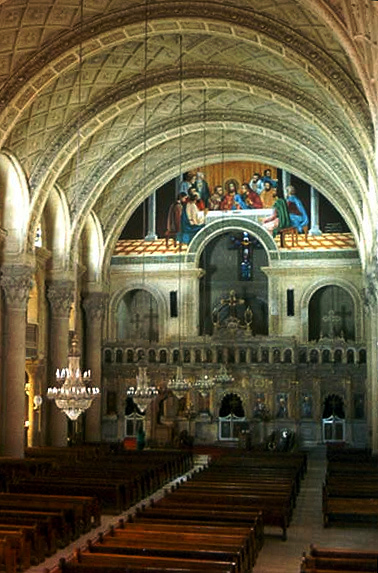
الكاتدرائية المرقسية في الإسكندرية، مصر.

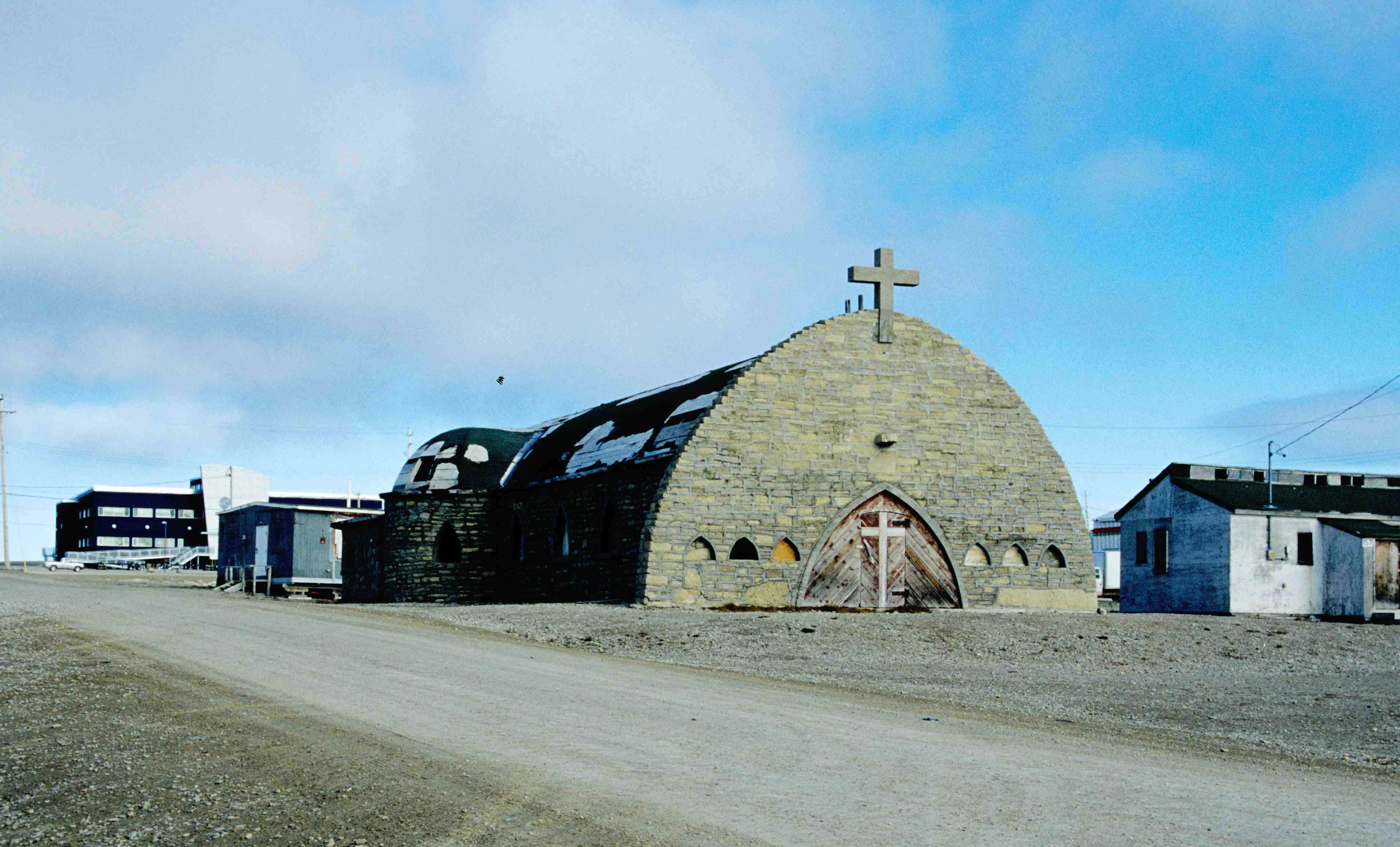
كنيسة في إيغلويك، كندا.

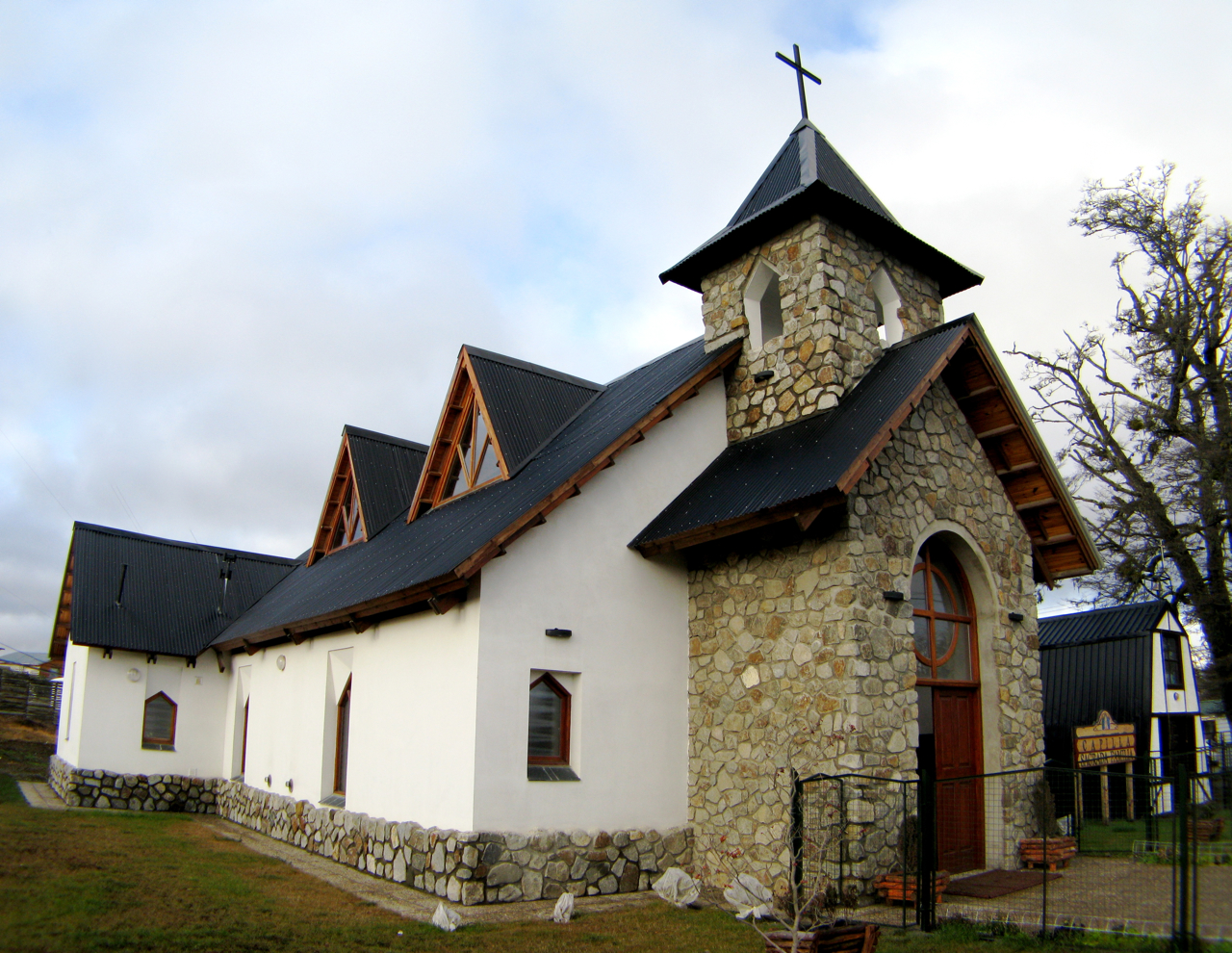
كنيسة في تولخين، الأرجنتين.

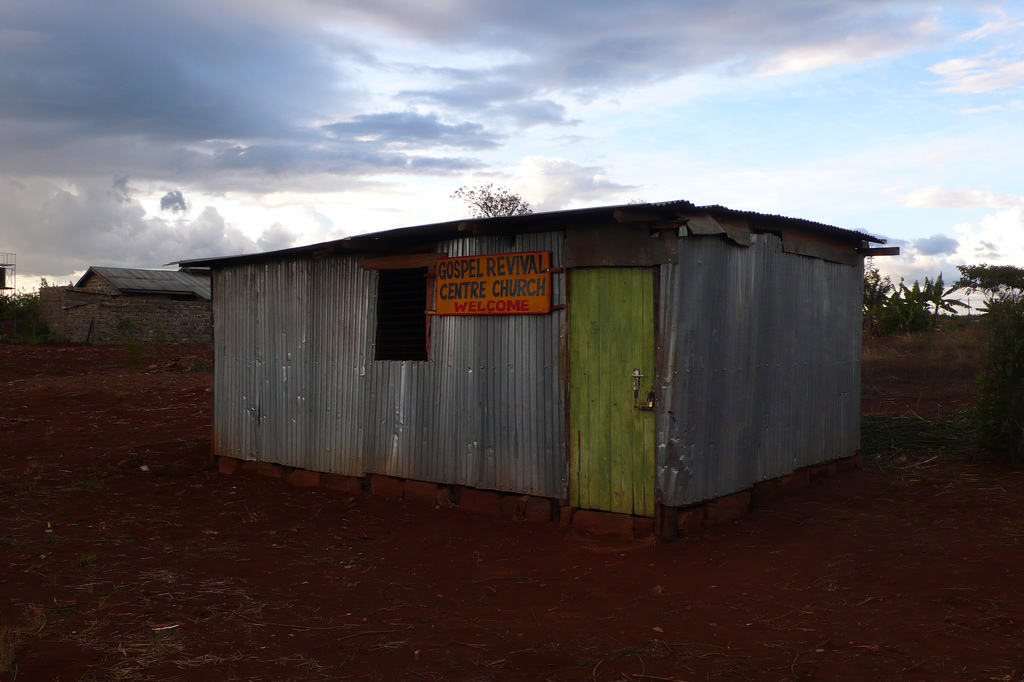
كنيسة في ريرو، كينيا.

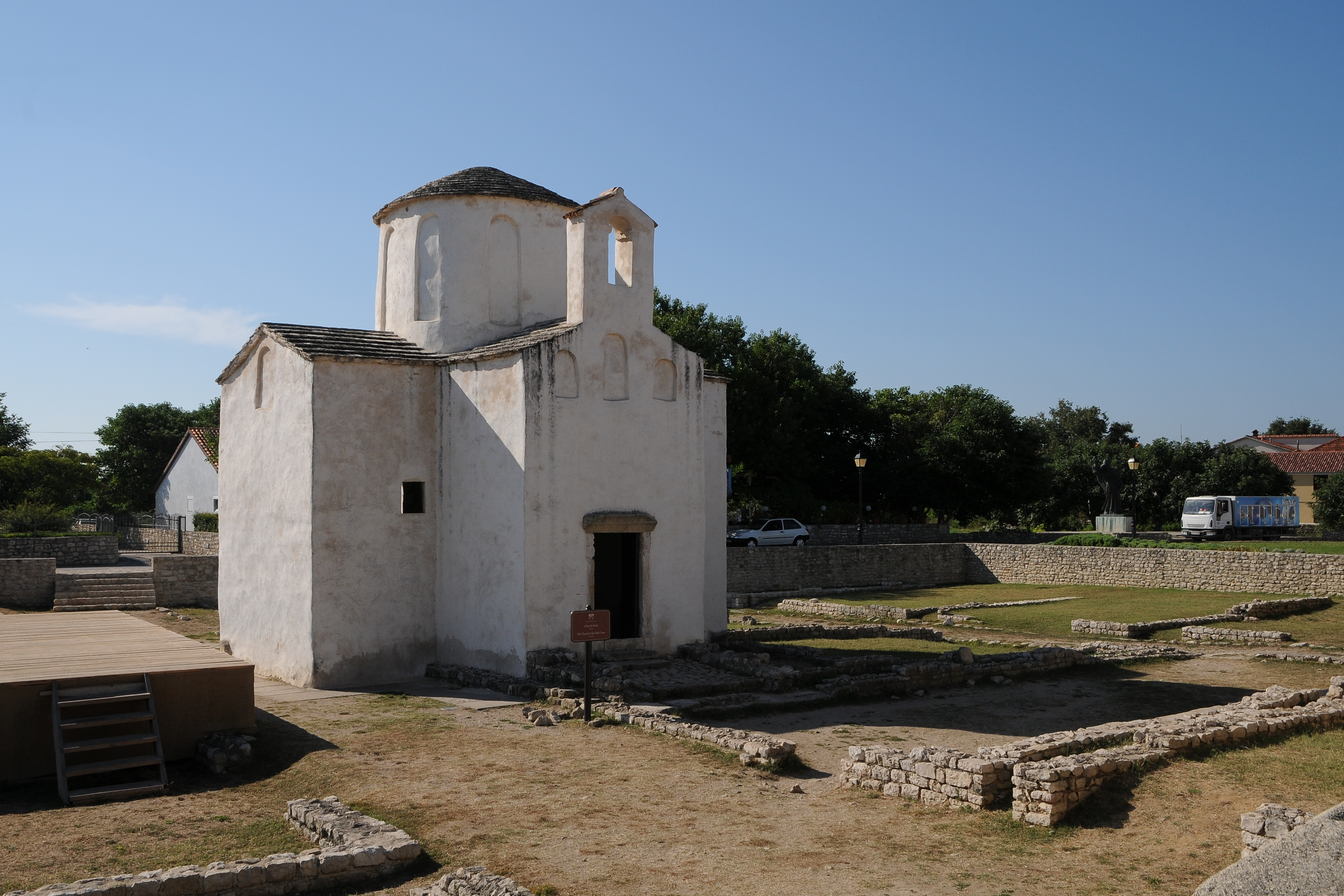
كنيسة الصليب المقدس في نين، كرواتيا.

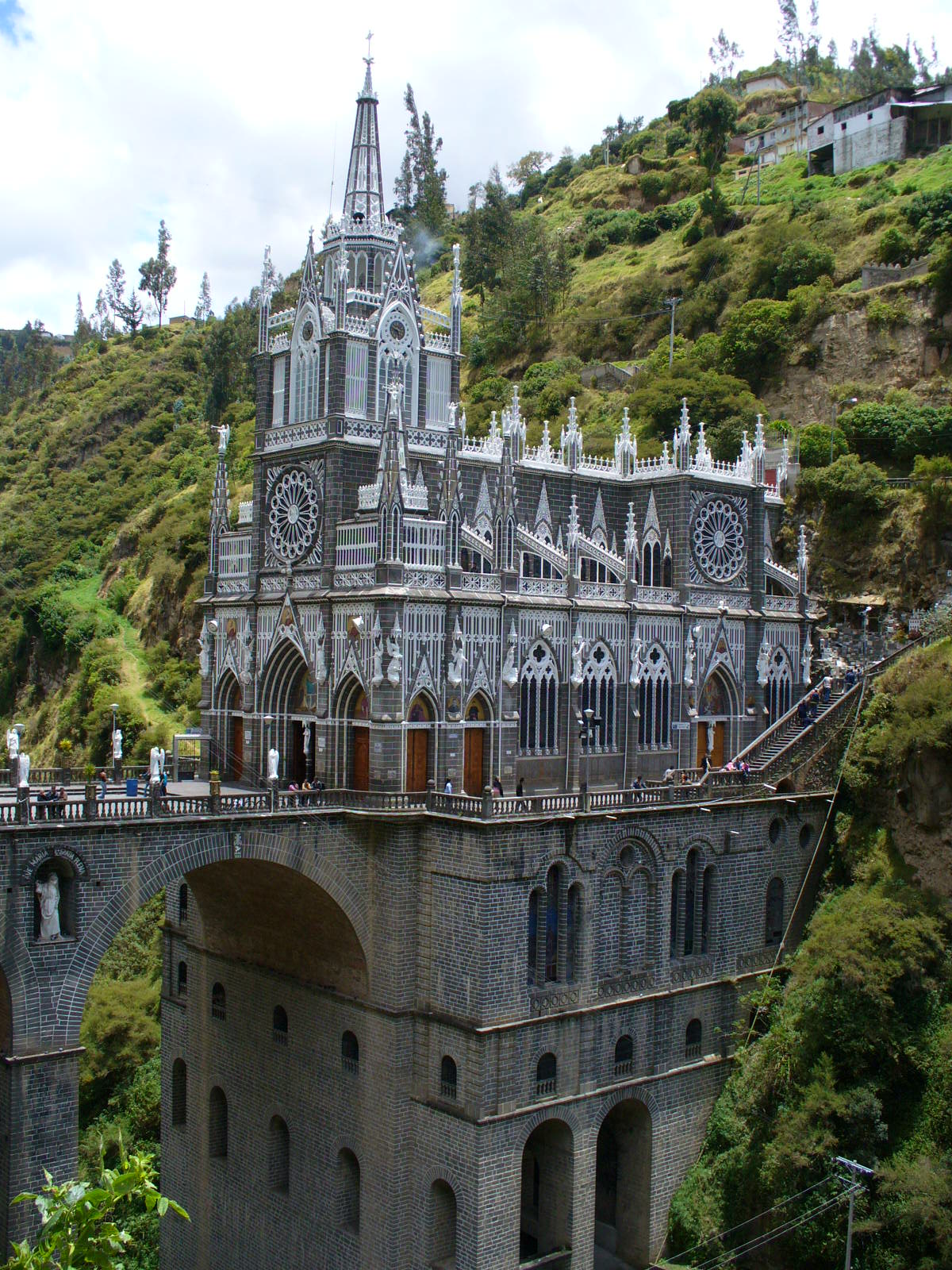
كاتدرائية في آيبلاس، كولومبيا.

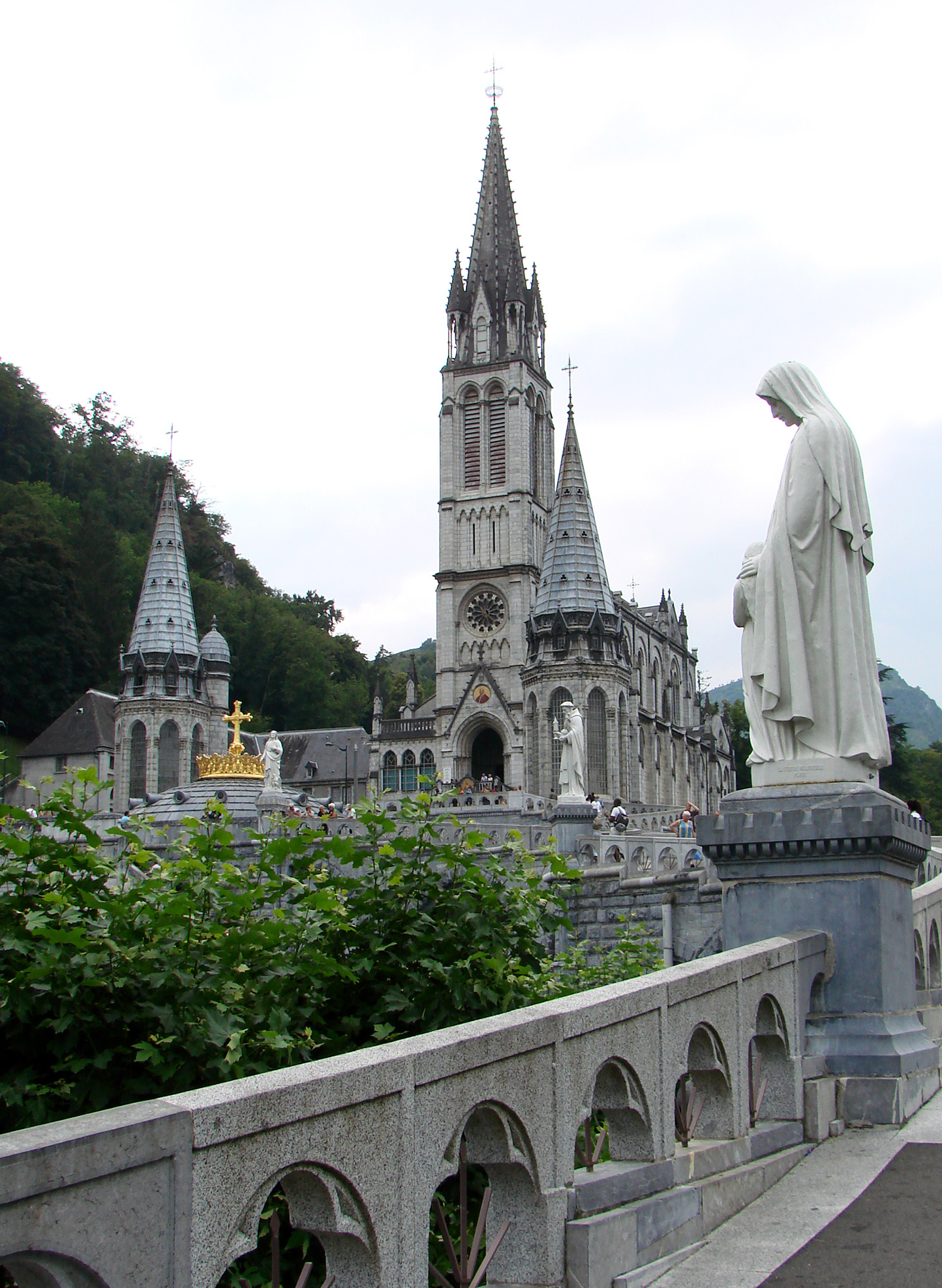
كاتدرائية الوردية المقدسة في لورد، فرنسا حيث يعتقد الكاثوليك أن مريم العذراء ظهرت قائلة: أنا سيدة الحبل بلا دنس.

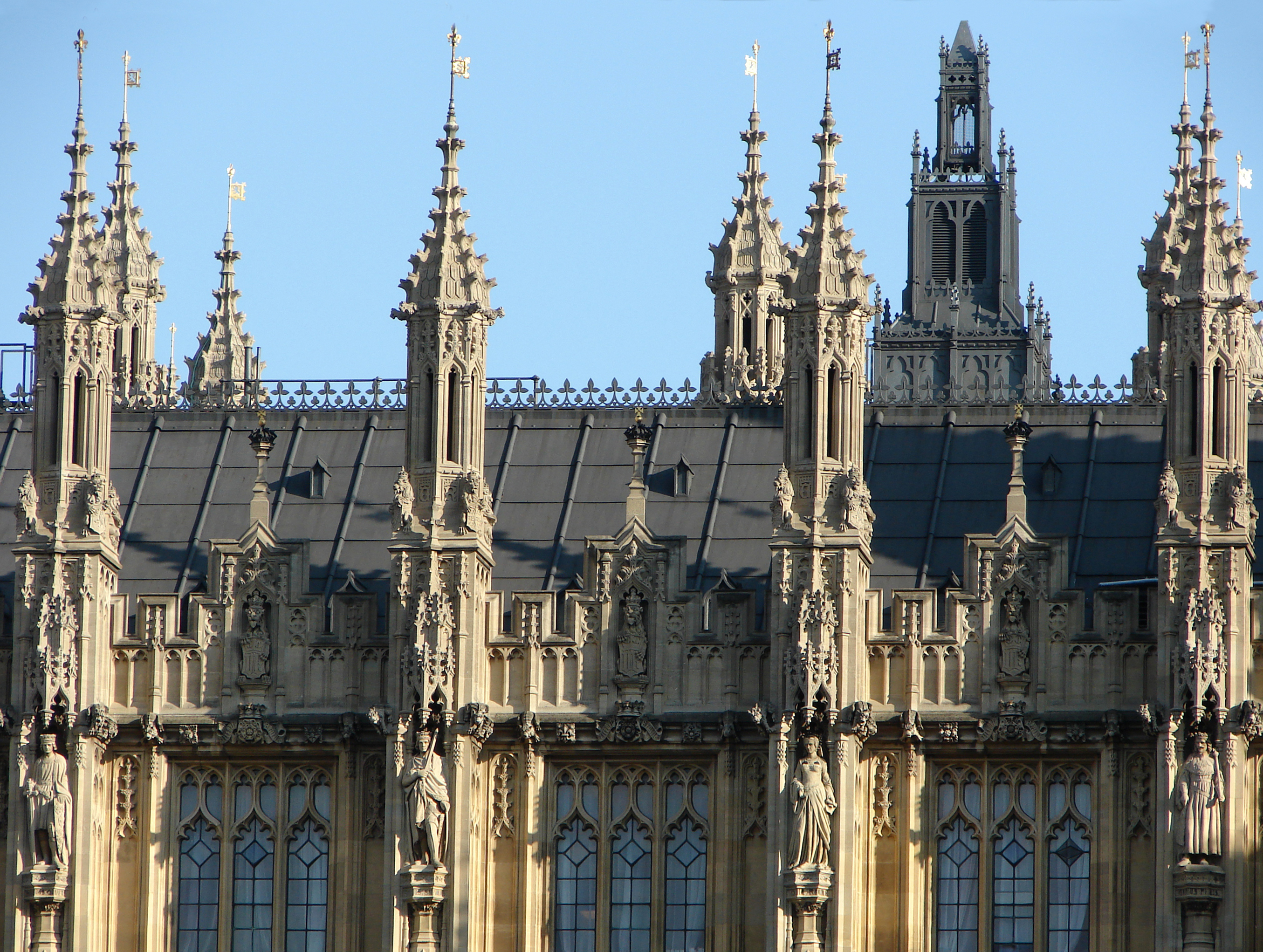
كاتدرائية ويستمنسر الانجليكانية، كاتدرائية الأمة البريطانية.

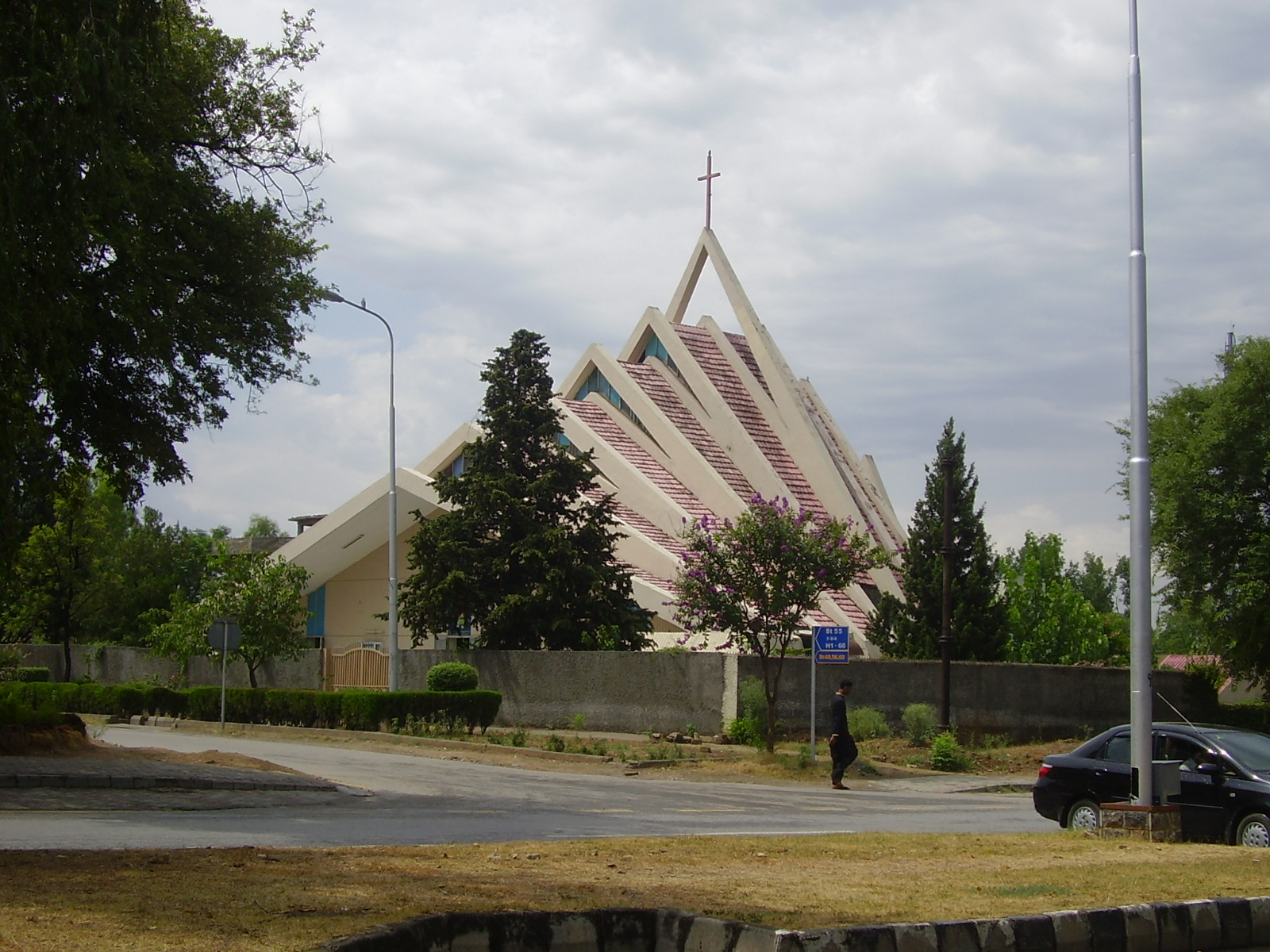
كاتدرائية في إسلام أباد، باكستان.

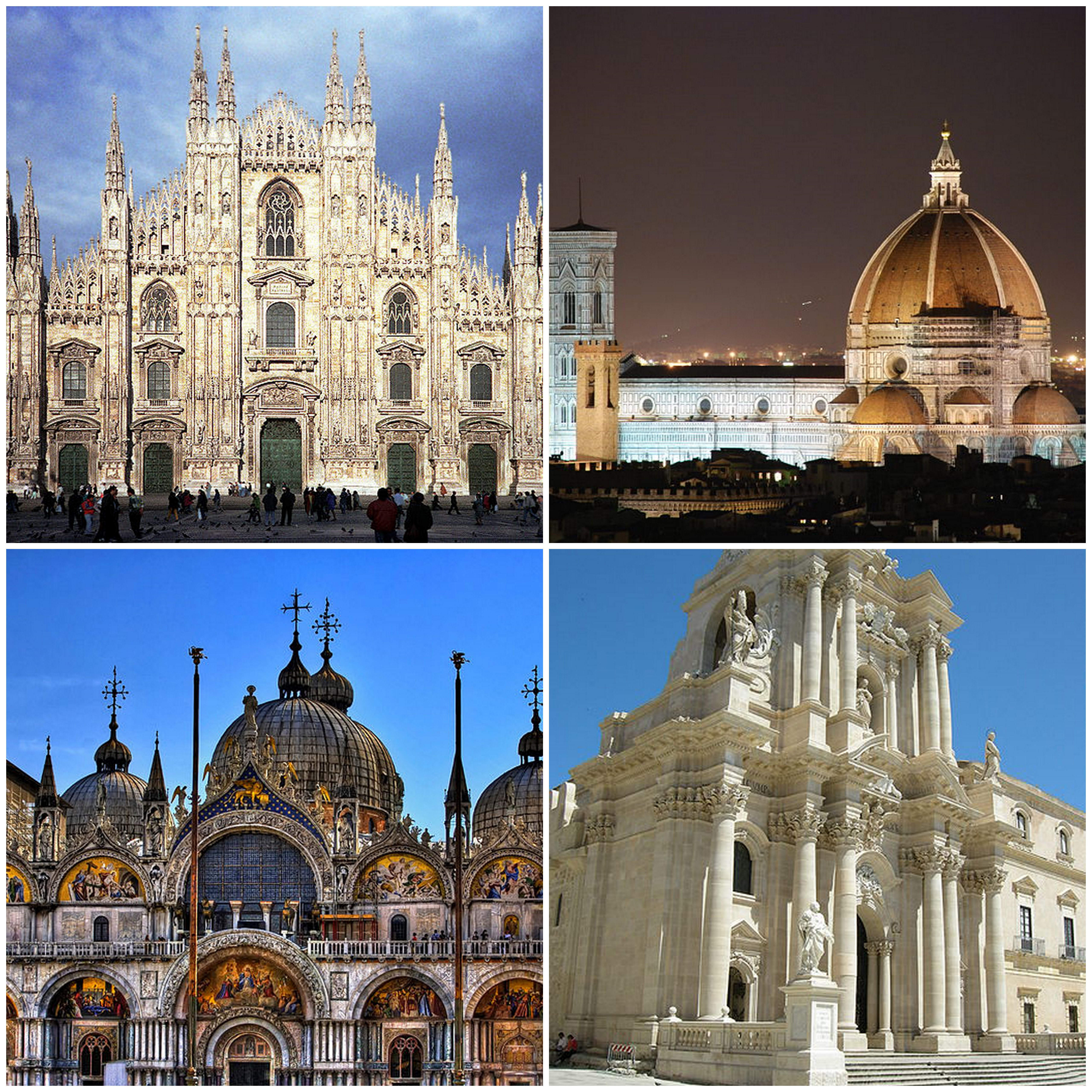
أربعة كاتدرائيات من إيطاليا وهي من الأعلى واليسار: كاتدرائية ميلانو وكاتدرائية فلورنسا وكنيسة القديس مرقس (كاتدرائية البندقية) وكاتدرائية سيراكيوز.

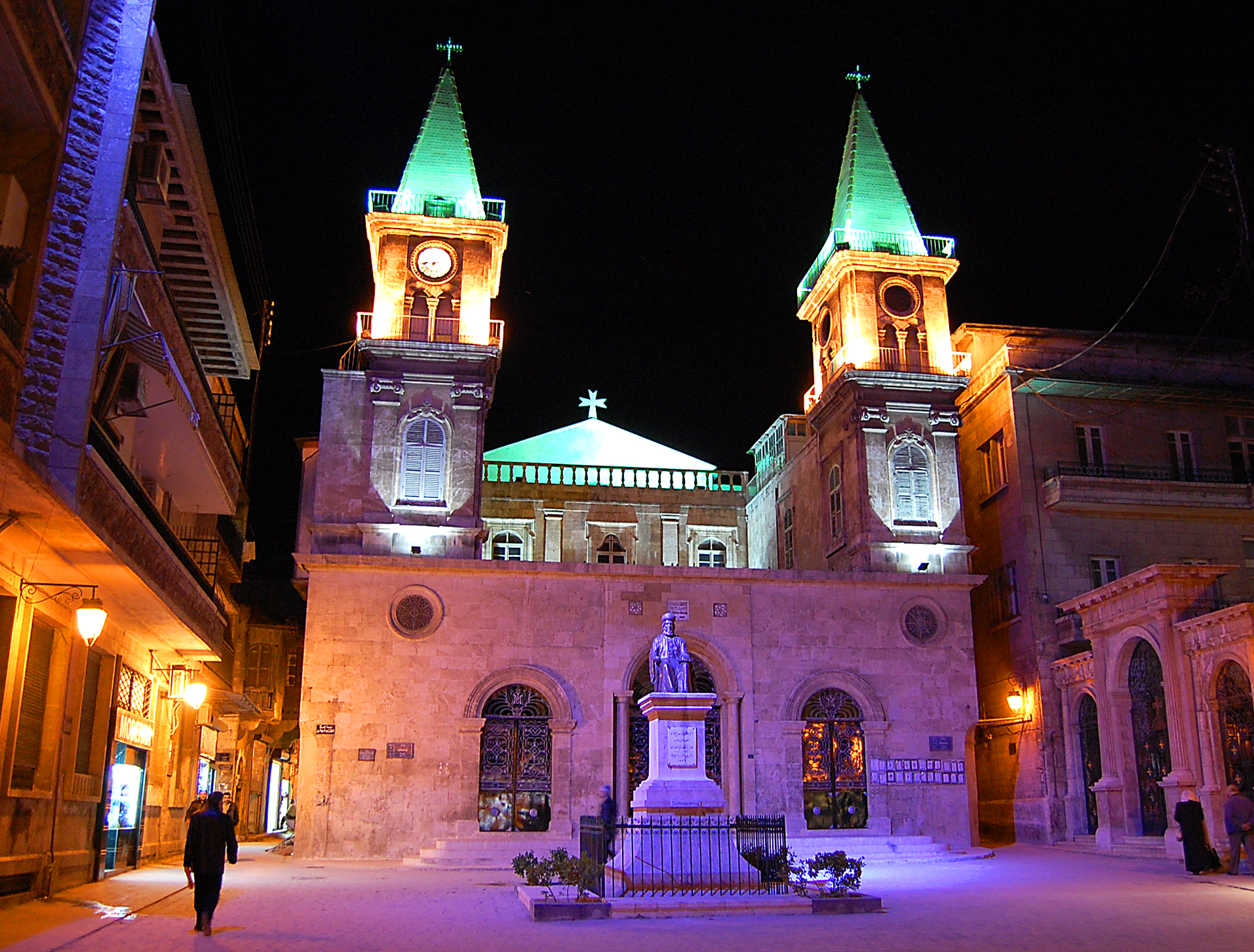
كاتدرائية مار إلياس في حلب، سوريا.

| الدولة                               | العدد                | % النسبة      |
| ------------------------------------ | -------------------- | ------------- |
| أفغانستان (المزيد)                   | 8,000/6,250-30,000   | 0.02%         |
| ألبانيا (المزيد)                     | 580,000 - 1,118,000  | 18.0% - 35.0% |
| الجزائر (المزيد)                     | 200,000 - 380,000    | 0.2%          |
| ساموا الأمريكية (المزيد)             | 70,000               | 98.3%         |
| أندورا (المزيد)                      | 80,000               | 90.0%         |
| أنغولا (المزيد)                      | 16,820,000           | 88.2%         |
| أنغويلا (المزيد)                     | 10,000               | 96.6%         |
| أنتيغوا وباربودا (المزيد)            | 80,000               | 93.0%         |
| الأرجنتين (المزيد)                   | 34,420,000           | 85.2%         |
| أرمينيا (المزيد)                     | 3,040,000            | 98.7%         |
| أروبا (المزيد)                       | 100,000              | 94.2%         |
| أستراليا (المزيد)                    | 16,030,000           | 72.0%         |
| النمسا (المزيد)                      | 6,970,000            | 83.0%         |
| أذربيجان (المزيد)                    | 280,000              | 3.1%          |
| البهاما (المزيد)                     | 330,000              | 96.3%         |
| البحرين (المزيد)                     | 180,000              | 14.5%         |
| بنغلاديش (المزيد)                    | 280,000              | 0.2%          |
| باربادوس (المزيد)                    | 260,000              | 95.2%         |
| روسيا البيضاء (المزيد)               | 6,830,000            | 71.2%         |
| بلجيكا (المزيد)                      | 6,860,000            | 64.1%         |
| بليز (المزيد)                        | 270,000              | 87.2%         |
| بنين (المزيد)                        | 4,730,000            | 53.4%         |
| برمودا (المزيد)                      | 50,000               | 81.7%         |
| بوتان (المزيد)                       | 10,000               | 0.5%          |
| بوليفيا (المزيد)                     | 9,330,000            | 93.9%         |
| البوسنة والهرسك (المزيد)             | 1,980,000            | 52.7%         |
| بوتسوانا (المزيد)                    | 1,450,000            | 72.1%         |
| البرازيل (المزيد)                    | 175,770,000          | 90.2%         |
| الجزر العذراء البريطانية (المزيد)    | 20,000               | 84.5%         |
| بروناي (المزيد)                      | 40,000               | 9.4%          |
| بلغاريا (المزيد)                     | 6,300,000            | 84.1%         |
| بوركينا فاسو (المزيد)                | 3,710,000            | 22.5%         |
| بوروندي (المزيد)                     | 7,880,000            | 94.1%         |
| كمبوديا (المزيد)                     | 50,000               | 0.4%          |
| الكاميرون (المزيد)                   | 13,880,000           | 70.8%         |
| كندا (المزيد)                        | 23,430,000           | 68.9%         |
| الرأس الأخضر (المزيد)                | 440,000              | 89.1%         |
| جزر كايمان (المزيد)                  | 50,000               | 81.1%         |
| جمهورية أفريقيا الوسطى (المزيد)      | 3,950,000            | 89.8%         |
| تشاد (المزيد)                        | 4,560,000            | 40.0%         |
| تشيلي (المزيد)                       | 15,310,000           | 89.5%         |
| الصين (المزيد)                       | 67,070,000           | 5.0%          |
| كولومبيا (المزيد)                    | 42,810,000           | 92.5%         |
| جزر القمر (المزيد)                   | 15,000               | 2.1%          |
| جزر كوك (المزيد)                     | 20,000               | 96.0%         |
| الكونغو (المزيد)                     | 3,470,000            | 85.9%         |
| جمهورية الكونغو الديمقراطية (المزيد) | 63,150,000           | 95.7%         |
| كوستاريكا (المزيد)                   | 4,230,000            | 90.9%         |
| ساحل العاج (المزيد)                  | 8,840,000            | 44.8%         |
| كرواتيا (المزيد)                     | 4,110,000            | 93.4%         |
| كوبا (المزيد)                        | 6,670,000            | 59.2%         |
| قبرص (المزيد)                        | 810,000              | 73.2%         |
| التشيك (المزيد)                      | 4,140,000            | 39.4%         |
| الدنمارك (المزيد)                    | 4,610,000            | 83.1%         |
| جيبوتي (المزيد)                      | 20,000               | 2.3%          |
| دومينيكا (المزيد)                    | 60,000               | 88.7%         |
| جمهورية الدومينيكان (المزيد)         | 8,820,000            | 88.9%         |
| تيمور الشرقية (المزيد)               | 1,120,000            | 99.0%         |
| الإكوادور (المزيد)                   | 13,610,000           | 94.1%         |
| مصر (المزيد)                         | 20,000,000/8,000,000 | 10.0% - 20.0% |
| السلفادور (المزيد)                   | 5,460,000            | 88.2%         |
| غينيا الاستوائية (المزيد)            | 620,000              | 88.7%         |
| إريتريا (المزيد)                     | 3,310,000            | 62.9%         |
| إستونيا (المزيد)                     | 540,000              | 39.9%         |
| إثيوبيا (المزيد)                     | 52,580,000           | 63.4%         |
| جزر فوكلاند (المزيد)                 | 1,970                | 67.2%         |
| جزر فارو (المزيد)                    | 50,000               | 98.0%         |
| فيجي (المزيد)                        | 550,000              | 64.4%         |
| فنلندا (المزيد)                      | 4,380,000            | 81.6%         |
| فرنسا (المزيد)                       | 39,560,000           | 63.0%         |
| الغابون (المزيد)                     | 1,170,000            | 77.7%         |
| غامبيا (المزيد)                      | 40,000               | 4.5%          |
| جورجيا (المزيد)                      | 3,890,000            | 89.3%         |
| ألمانيا (المزيد)                     | 58,240,000           | 70.8%         |
| اليونان (المزيد)                     | 10,160,000           | 89.5%         |
| جرينلاند (المزيد)                    | 60,000               | 96.1%         |
| غرينادا (المزيد)                     | 100,000              | 96.6%         |
| غواتيمالا (المزيد)                   | 13,700,000           | 95.2%         |
| غينيا (المزيد)                       | 1,090,000            | 10.9%         |
| غينيا بيساو (المزيد)                 | 300,000              | 19.7%         |
| غيانا (المزيد)                       | 490,000              | 64.9%         |
| هايتي (المزيد)                       | 8,680,000            | 86.8%         |
| هندوراس (المزيد)                     | 6,660,000            | 87.6%         |
| هونغ كونغ (المزيد)                   | 840,000              | 11.9%         |
| المجر (المزيد)                       | 8,260,000            | 82.7%         |
| آيسلندا (المزيد)                     | 300,000              | 95.0%         |
| الهند (المزيد)                       | 31,850,000           | 2.4%          |
| إندونيسيا (المزيد)                   | 21,160,000           | 8.8%          |
| إيران (المزيد)                       | 300,000              | 0.4%          |
| العراق (المزيد)                      | 270,000              | 0.9%          |
| أيرلندا (المزيد)                     | 4,210,000            | 94.1%         |
| إسرائيل (المزيد)                     | 177,000              | 2.2%          |
| إيطاليا (المزيد)                     | 51,550,000           | 85.1%         |
| جامايكا (المزيد)                     | 2,110,000            | 77.1%         |
| اليابان (المزيد)                     | 2,500,000            | 1.5%          |
| الأردن (المزيد)                      | 140,000              | 2.2%          |
| كازاخستان (المزيد)                   | 4,190,000            | 26.2%         |
| كينيا (المزيد)                       | 34,340,000           | 84.8%         |
| كوريا الشمالية (المزيد)              | 480,000              | 2.0%          |
| كوريا الجنوبية (المزيد)              | 14,100,000           | 29.3%         |
| الكويت (المزيد)                      | 390,000              | 14.3%         |
| قيرغيزستان (المزيد)                  | 660,000              | 12.3%         |
| لاوس (المزيد)                        | 90,000               | 1.5%          |
| لاتفيا (المزيد)                      | 1,250,000            | 80.0%         |
| لبنان (المزيد)                       | 1,620,000            | 38.3%         |
| ليسوتو (المزيد)                      | 2,100,000            | 96.8%         |
| ليبيريا (المزيد)                     | 3,420,000            | 85.6%         |
| ليبيا (المزيد)                       | 170,000              | 2.7%          |
| ليختنشتاين (المزيد)                  | 30,000               | 91.9%         |
| ليتوانيا (المزيد)                    | 2,980,000            | 89.8%         |
| لوكسمبورغ (المزيد)                   | 360,000              | 70.4%         |
| مقدونيا (المزيد)                     | 1,340,000            | 65.2%         |
| مدغشقر (المزيد)                      | 15,430,000           | 74.5%         |
| ملاوي (المزيد)                       | 12,320,000           | 82.7%         |
| ماليزيا (المزيد)                     | 2,590,000            | 9.1%          |
| جزر المالديف (المزيد)                | 300                  | 0.4%          |
| مالي (المزيد)                        | 500,000              | 3.2%          |
| مالطا (المزيد)                       | 400,000              | 97.0%         |
| موريتانيا (المزيد)                   | 10,000               | 0.3%          |
| موريشيوس (المزيد)                    | 320,000              | 24.8%         |
| المكسيك (المزيد)                     | 107,780,000          | 95.0%         |
| ولايات ميكرونيسيا المتحدة (المزيد)   | 110,000              | 95.4%         |
| مولدوفا (المزيد)                     | 3,480,000            | 97.5%         |
| موناكو (المزيد)                      | 30,000               | 86.0%         |
| منغوليا (المزيد)                     | 60,000               | 2.3%          |
| الجبل الأسود (المزيد)                | 500,000              | 78.8%         |
| المغرب (المزيد)                      | 351,000              | 1.1%          |
| موزمبيق (المزيد)                     | 13,120,000           | 56.1%         |
| ميانمار (المزيد)                     | 3,750,000            | 7.8%          |
| ناميبيا (المزيد)                     | 2,230,000            | 97.6%         |
| نيبال (المزيد)                       | 140,000              | 0.5%          |
| هولندا (المزيد)                      | 8,500,000            | 51.2%         |
| نيوزيلندا (المزيد)                   | 2,530,000            | 58.0%         |
| نيكاراغوا (المزيد)                   | 4,970,000            | 85.9%         |
| النيجر (المزيد)                      | 110,000              | 0.7%          |
| نيجيريا (المزيد)                     | 80,510,000           | 50.8%         |
| النرويج (المزيد)                     | 4,380,000            | 86.2%         |
| عمان (المزيد)                        | 180,000              | 6.5%          |
| باكستان (المزيد)                     | 2,270,000            | 1.6%          |
| فلسطين (المزيد)                      | 100,000              | 2.4%          |
| بالاو (المزيد)                       | 20,000               | 86.7%         |
| بنما (المزيد)                        | 3,270,000            | 93.0%         |
| بابوا غينيا الجديدة (المزيد)         | 6,800,000            | 99.0%         |
| باراغواي (المزيد)                    | 6,260,000            | 96.9%         |
| بيرو (المزيد)                        | 27,800,000           | 95.6%         |
| الفلبين (المزيد)                     | 85,790,000           | 93.1%         |
| جزر بيتكيرن (المزيد)                 | 50                   | 100.0%        |
| بولندا (المزيد)                      | 36,090,000           | 94.3%         |
| البرتغال (المزيد)                    | 10,110,000           | 94.7%         |
| بورتوريكو (المزيد)                   | 3,630,000            | 96.9%         |
| قطر (المزيد)                         | 240,000              | 13.8%         |
| رومانيا (المزيد)                     | 21,380,000           | 99.0%         |
| روسيا (المزيد)                       | 105,220,000          | 70.6%         |
| رواندا (المزيد)                      | 9,920,000            | 93.4%         |
| سان مارينو (المزيد)                  | 30,000               | 91.6%         |
| السعودية (المزيد)                    | 1,500,000            | 4.4%          |
| السنغال (المزيد)                     | 450,000              | 3.6%          |
| صربيا (المزيد)                       | 7,260,000            | 93.5%         |
| سيشل (المزيد)                        | 80,000               | 94.0%         |
| سيراليون (المزيد)                    | 1,240,000            | 21.1%         |
| سنغافورة (المزيد)                    | 920,000              | 18.2%         |
| سلوفاكيا (المزيد)                    | 4,730,000            | 86.5%         |
| سلوفينيا (المزيد)                    | 1,610,000            | 79.2%         |
| الصومال (المزيد)                     | 1,000                | 0.01%         |
| جنوب أفريقيا (المزيد)                | 39,843,000           | 79.7%         |
| جنوب السودان (المزيد)                | 6,530,000            | 60.5%         |
| إسبانيا (المزيد)                     | 36,240,000           | 78.6%         |
| سريلانكا (المزيد)                    | 1,530,000            | 7.3%          |
| السودان (المزيد)                     | 1,810,000            | 5.4%          |
| سورينام (المزيد)                     | 270,000              | 51.0%         |
| إسواتيني (المزيد)                    | 1,040,000            | 87.5%         |
| السويد (المزيد)                      | 6,310,000            | 67.2%         |
| سويسرا (المزيد)                      | 6,350,000            | 82.0%         |
| سوريا (المزيد)                       | 1,060,000            | 5.2%          |
| طاجيكستان (المزيد)                   | 100,000              | 1.4%          |
| تنزانيا (المزيد)                     | 26,740,000           | 59.6%         |
| تايلاند (المزيد)                     | 550,000              | 0.8%          |
| توغو (المزيد)                        | 2,640,000            | 43.7%         |
| تونغا (المزيد)                       | 94,000               | 90.0%         |
| ترينيداد وتوباغو (المزيد)            | 774,000              | 57.6%         |
| تونس (المزيد)                        | 20,000/350,000       | 0.2%          |
| تركيا (المزيد)                       | 120,000/310,000      | 0.6%-0.9%     |
| تركمانستان (المزيد)                  | 320,000              | 6.3%          |
| أوغندا (المزيد)                      | 28,970,000           | 86.7%         |
| أوكرانيا (المزيد)                    | 38,080,000           | 83.8%         |
| الإمارات العربية المتحدة (المزيد)    | 940,000              | 12.6%         |
| المملكة المتحدة (المزيد)             | 45,030,000           | 72.6%         |
| الولايات المتحدة (المزيد)            | 246,780,000          | 79.5%         |
| الأوروغواي (المزيد)                  | 1,960,000            | 58.2%         |
| أوزبكستان (المزيد)                   | 710,000              | 2.6%          |
| الفاتيكان (المزيد)                   | 800,000              | 100.0%        |
| فنزويلا (المزيد)                     | 25,890,000           | 89.3%         |
| فيتنام (المزيد)                      | 7,030,000            | 8.0%          |
| اليمن (المزيد)                       | 40,000               | 0.2%          |
| زامبيا (المزيد)                      | 12,760,000           | 97.5%         |
| زيمبابوي (المزيد)                    | 9,830,000            | 78.2%         |
| مجموع                                | 2,189,341,000        | 33.2%         |

| الدولة                           | العدد     | % النسبة |
| -------------------------------- | --------- | -------- |
| أبخازيا (المزيد)                 | 130,000   | 60.0%    |
| كوسوفو (المزيد)                  | 200,000   | 9.4%     |
| جمهورية مرتفعات قرة باغ (المزيد) | 136,000   | 98.8%    |
| قبرص الشمالية (المزيد)           | 3,000     | 1.0%     |
| الصحراء الغربية (المزيد)         | 200       | 0.03%    |
| أوسيتيا الجنوبية (المزيد)        | 69,000    | 96.4%    |
| تايوان (المزيد)                  | 1,280,000 | 5.5%     |
| ترانسنيستريا (المزيد)            | 510,000   | 95.0%    |

## أكبر الدول المسيحية من حيث عدد السكان
| المرتبة | الدولة                      | عدد المسيحيين | نسبة المسيحيين | المذهب السائد            |
| ------- | --------------------------- | ------------- | -------------- | ------------------------ |
| 1       | الولايات المتحدة            | 243,186,000   | 78.4%          | بروتستانتية ثم كاثوليكية |
| 2       | البرازيل                    | 174,700,000   | 90.4%          | كاثوليكية                |
| 3       | المكسيك                     | 105,095,000   | 94.5%          | كاثوليكية                |
| 4       | روسيا                       | 99,775,000    | 70.3%          | أرثوذكسية شرقية          |
| 5       | الفلبين                     | 90,530,000    | 92.4%          | كاثوليكية                |
| 6       | نيجيريا                     | 76,281,000    | 48.2%          | بروتستانتية وكاثوليكية   |
| 7       | الصين                       | 70,000,000    | 4%             | بروتستانتية وكاثوليكية   |
| 8       | جمهورية الكونغو الديمقراطية | 63,825,000    | 90%            | كاثوليكية                |
| 9       | إثيوبيا                     | 54,978,000    | 64.5%          | أرثوذكسية مشرقية         |
| 10      | إيطاليا                     | 55,070,000    | 91.1%          | كاثوليكية                |
| 11      | ألمانيا                     | 49,400,000    | 68.9%          | كاثوليكية وبروتستانتية   |
| 12      | المملكة المتحدة             | 44,522,000    | 71.8%          | بروتستانتية              |
| 13      | كولومبيا                    | 44,502,000    | 97.6%          | كاثوليكية                |
| 14      | أوكرانيا                    | 41,973,000    | 91.5%          | أرثوذكسية شرقية          |
| 15      | جنوب إفريقيا                | 39,843,000    | 79.7%          | بروتستانتية              |

## أكبر تجمعات حضرية مسيحية من حيث عدد السكان

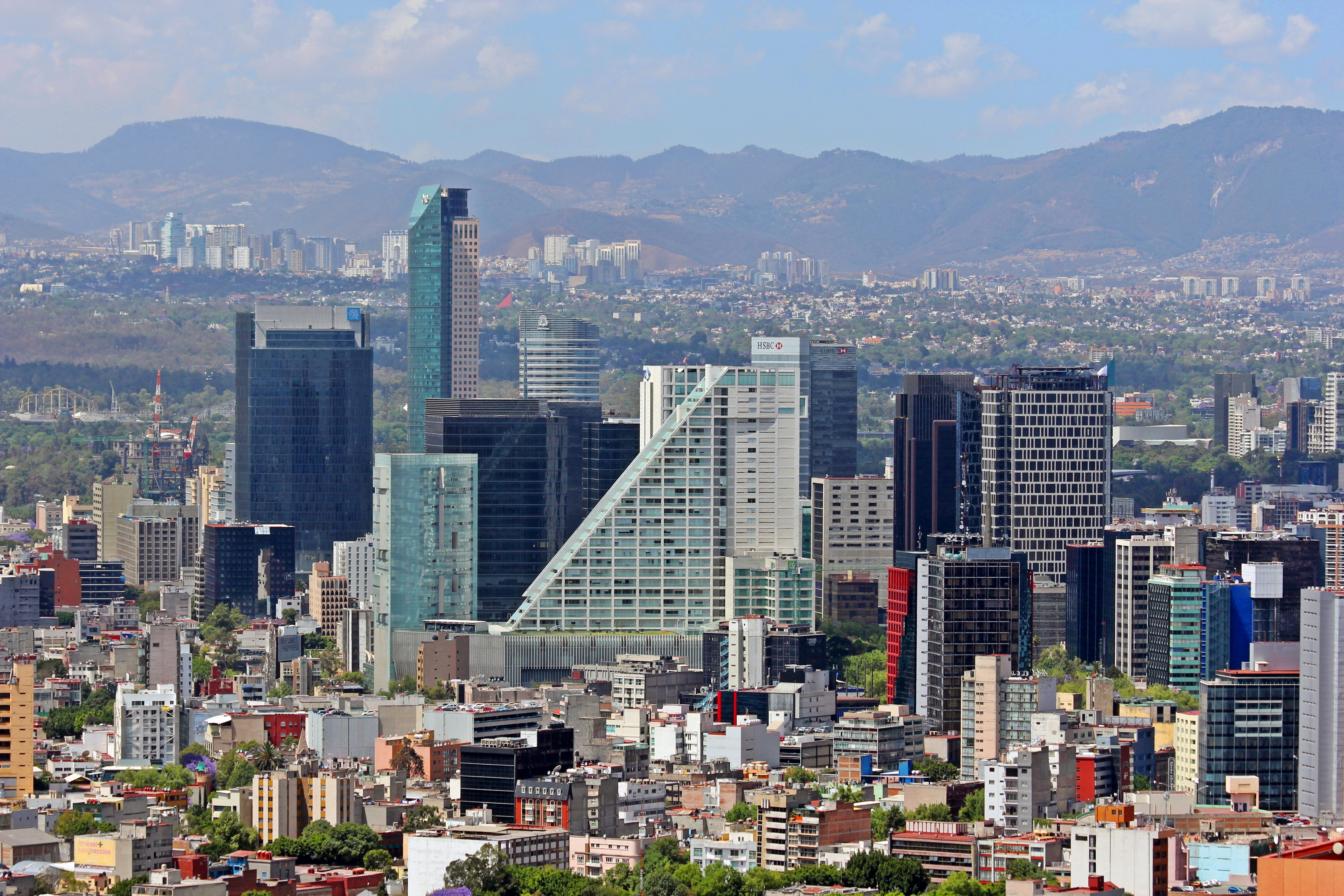
مدينة مكسيكو، تضم أكبر تجمع حضري كاثوليكي في العالم.

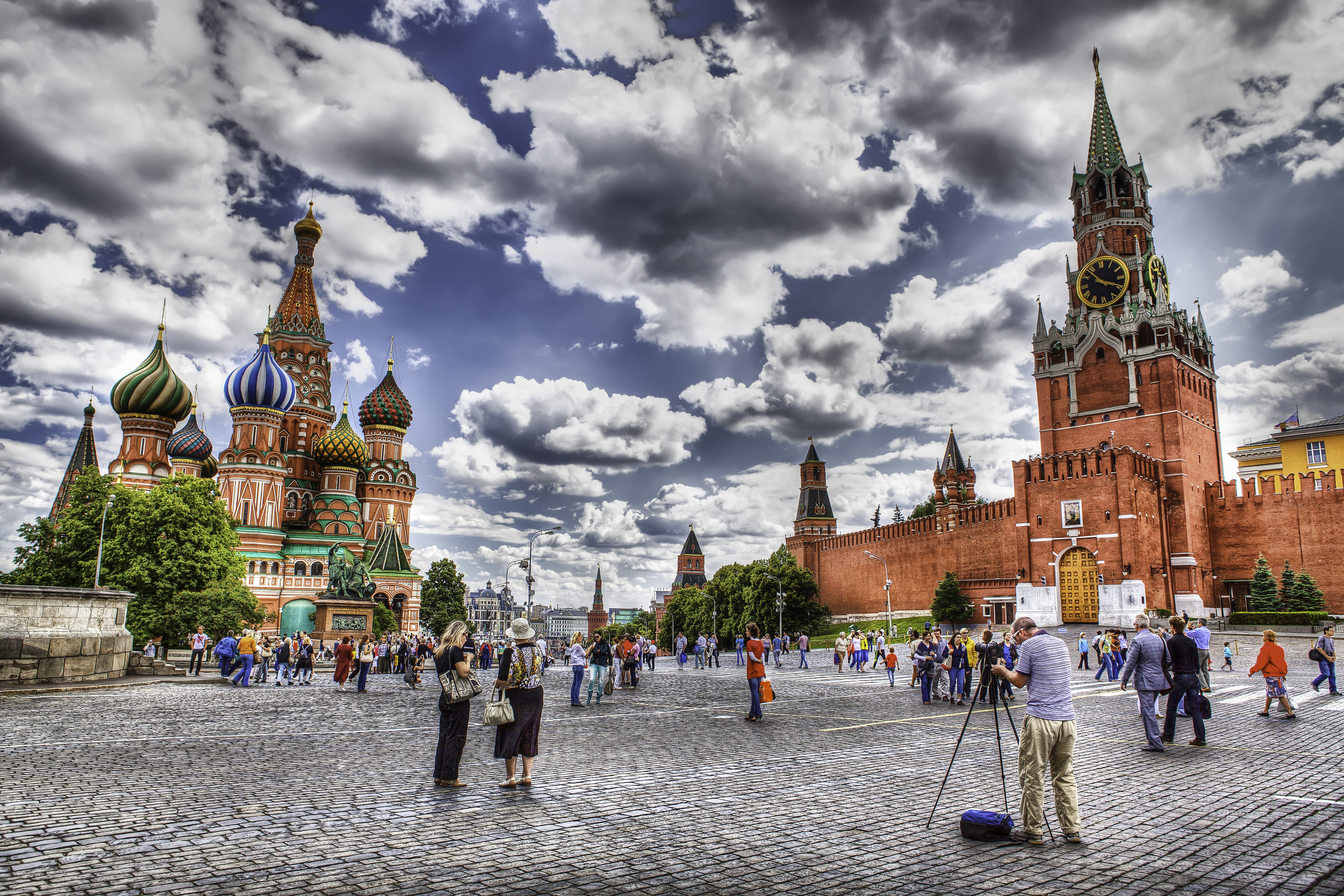
موسكو، تضم المدينة أكبر تجمع مسيحي شرقي في العالم.

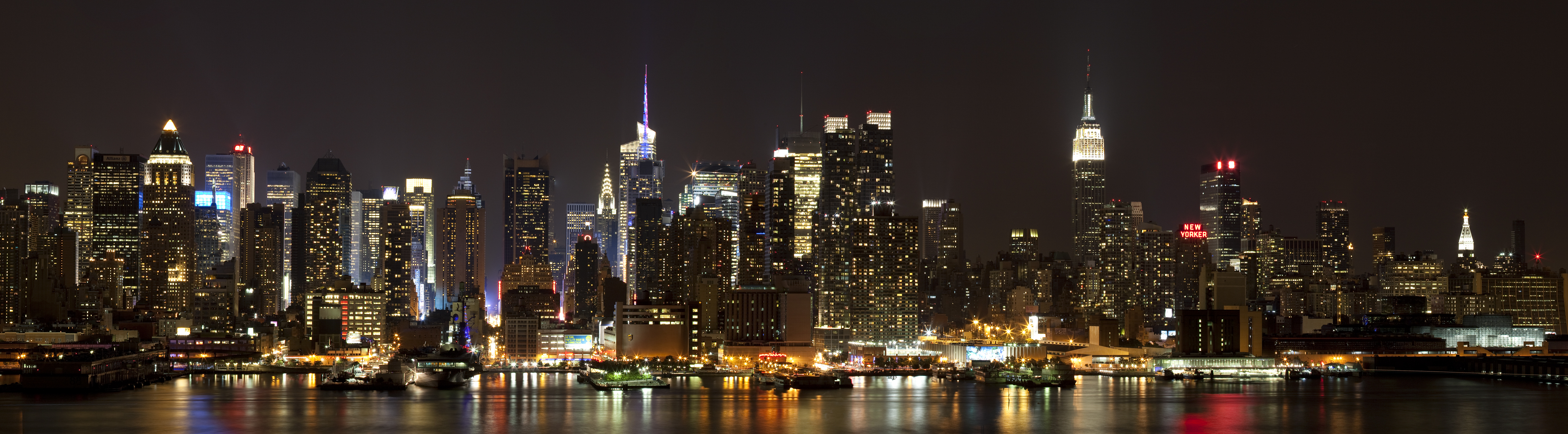
مدينة نيويورك، تضم إحدى أكبر التجمعات الحضرية المسيحية في العالم.

أكبر تجمعات حضرية مسيحية في العالم تتواجد في مدينة مكسيكو وساو باولو ومانيلا. أكبر مدينة كاثوليكية كبرى في العالم هي مدينة مكسيكو، أمّا أكبر تجمع حضري بروتستانتي (5.84 مليون) في العالم في منطقة سول العاصمة في كوريا الجنوبية، وتحتضن مدينة موسكو أكبر تجمع حضري أرثوذكسي شرقي في العالم. في حين تحتضن كل من أديس أبابا ويريفان على التوالي أكبر التجمعات الحضرية الأرثوذكسية المشرقية. خارج العالم المسيحي أو الدول ذات الغالبية المسيحية تتواجد تجمعات مسيحيّة حضرية ضخمة منها في منطقة سول العاصمة (9.4 مليون)، ولاغوس، وطوكيو، والقاهرة، وبكين، وجاكارتا (2.1 مليون)، ومومباي (871,000 نسمة)، وشانغهاي (644,500 نسمة) وكراتشي (560,000 نسمة).
| مرتبة | المدينة           | عدد السكان | عدد المسيحيين | المذهب السائد                                            |
| ----- | ----------------- | ---------- | ------------- | -------------------------------------------------------- |
| 1     | مدينة مكسيكو      | 21٬600٬000 | 17,712,000    | الكنيسة الرومانية الكاثوليكية                            |
| 2     | ساو باولو         | 21٬200٬000 | 17,025,720    | الكنيسة الرومانية الكاثوليكية ثم البروتستانتية الإنجيلية |
| 3     | مانيلا            | 11٬855٬975 | 11,800,000    | الكاثوليكية                                              |
| 4     | منطقة سول العاصمة | 25٬620٬000 | 9,479,400     | بروتستانتية ثم كاثوليكية                                 |
| 5     | نيويورك           | 23,484,225 | 9,288,000     | كاثوليكية ثم بروتستانتية                                 |
| 6     | بوينس آيرس        | 12٬801٬364 | 9,191,379     | الكنيسة الرومانية الكاثوليكية                            |
| 7     | لوس أنجلوس        | 13٬131٬431 | 9,060,687     | كاثوليكية ثم بروتستانتية ومورمونية                       |
| 8     | ريو دي جانيرو     | 11٬973٬505 | 8,915,000     | كاثوليكية ثم بروتستانتية إنجيلية                         |
| 9     | راين-رور          | 11٬470٬000 | 8,717,000     | كاثوليكية ثم بروتستانتية لوثرية                          |
| 10    | موسكو             | 15٬512٬000 | 7,833,560     | أرثوذكسية شرقية                                          |
| 11    | باريس             | 11٬978٬363 | 7,187,017     | الكنيسة الرومانية الكاثوليكية                            |
| 12    | لندن              | 13٬614٬409 | 6,589,373     | بروتستانتية أنجليكانية                                   |

## النسب حسب القارات
لقد تم حساب هذه النسب باستخدام الأرقام المذكورة أعلاه. النسبة المئوية الأولى، في العامود الرابع، هي النسبة المئوية للسكان المسيحيون في منطقة ما (المسيحيون في المنطقة * 100/مجموع السكان في هذه المنطقة). العمود الأخير يبين النسبة المئوية لعدد السكان المسيحيين ونسبتهم من مجموع مسيحي العالم (المسيحي في المنطقة * 100/مجموع السكان المسيحيين في العالم). وتعرّف المناطق من جانب الأمم المتحدة..

### أفريقيا
يعيش في أفريقيا 516,470,000 مسيحي ويشكلون حوالي 62.7% من سكان أفريقيا جنوب الصحراء، يعيش 23.6% من مسيحيي العالم في أفريقيا، ويشكل البروتستانت أكثر من نصف مسيحيي أفريقيا نسبة 57.2% من مجمل مسيحيين أفريقيا، بينما الكاثوليك 34.1%، أما الأرثوذكس 7.8% من مجمل المسيحيين في أفريقيا.
| منطقة            | عدد السكان    | عدد المسيحيين | % نسبة المسيحيين | % النسبة من مسيحيي العالم |
| ---------------- | ------------- | ------------- | ---------------- | ------------------------- |
| وسط أفريقيا      | 125,165,000   | 100,161,000   | 80.02%           | 4.66%                     |
| شرق أفريقيا      | 325,803,000   | 208,168,000   | 63.89%           | 9.68%                     |
| شمال أفريقيا     | 206,208,000   | 10,629,000    | 5.15%            | 0.49%                     |
| أفريقيا الجنوبية | 56,540,000    | 46,120,000    | 81.57%           | 2.14%                     |
| غرب أفريقيا      | 299,240,000   | 117,162,000   | 39.15%           | 5.45%                     |
| مجموع            | 1,012,956,000 | 516,470,000   | 47.60%           | 23.6%                     |

#### العشرة الاوائل
على اليمين: قائمة البلدان العشرة الأوائل الأفريقية التي تحوي أكبر عدد من المسيحيين.
على اليسار: قائمة البلدان العشرة الأوائل الأفريقية التي لديها أعلى نسب مئوية للسكان المسيحيين.
| مرتبة | دولة                        | عدد مسيحيين | % نسبة المسيحيين | دولة                        | % نسبة المسيحيين | عدد المسيحيين |
| ----- | --------------------------- | ----------- | ---------------- | --------------------------- | ---------------- | ------------- |
| 1     | نيجيريا                     | 80,281,000  | 50.8%            | غينيا الاستوائية            | 98.6%            | 683,000       |
| 2     | جمهورية الكونغو الديمقراطية | 68,558,000  | 95.6%            | زامبيا                      | 97.6%            | 12,939,000    |
| 3     | إثيوبيا                     | 54,978,000  | 64.5%            | سانت هيلينا                 | 95.7%            | 4,000         |
| 4     | جنوب أفريقيا                | 39,843,000  | 79.7%            | جمهورية الكونغو الديمقراطية | 95.6%            | 68,558,000    |
| 5     | كينيا                       | 34,774,000  | 85.1%            | الرأس الأخضر                | 95.0%            | 487,000       |
| 6     | أوغندا                      | 29,943,000  | 88.6%            | سيشل                        | 94.7%            | 80,000        |
| 7     | تنزانيا                     | 27,118,000  | 62.0%            | رواندا                      | 93.6%            | 9,619,000     |
| 8     | أنغولا                      | 17,094,000  | 90.0%            | الكونغو                     | 90.7%            | 3,409,000     |
| 9     | غانا                        | 16,741,000  | 68.8%            | أنغولا                      | 90.0%            | 17,094,000    |
| 10    | زامبيا                      | 12,939,000  | 97.6%            | ناميبيا                     | 90.0%            | 1,991,000     |

### الأمريكتين
يعيش في الأمريكتين 804,070,000 مسيحي ويشكلون حوالي 86% من سكان الأمريكتين، حوالي 85% من سكان أمريكا الشمالية؛ 93% من سكان أمريكا الجنوبية هم مسيحيين. وتقريبًا 71% من سكان أمريكا اللاتينية يعتبرون أنفسهم كاثوليك.، يعيش حوالي 36% من مسيحيين العالم في الأمريكتين.
ويشكل الكاثوليك 72% من مجمل مسيحيين الأمريكتين، بينما البروتستانت 32.8%، أما الأرثوذكس 2.2% من مجمل المسيحيين في الأمريكتين.
| منطقة           | عدد السكان  | عدد المسيحيين | % نسبة المسيحيين | % النسبة من مسيحيي العالم |
| --------------- | ----------- | ------------- | ---------------- | ------------------------- |
| الكاريبي        | 40,306,000  | 35,197,000    | 87.32%           | 1.63%                     |
| أمريكا الوسطى   | 154,298,000 | 142,940,000   | 92.63%           | 6.65%                     |
| أمريكا الشمالية | 344,125,000 | 269,686,000   | 85.36%           | 12.54%                    |
| أمريكا الجنوبية | 396,391,000 | 356,317,000   | 93.89%           | 16.57%                    |
| المجموع         | 935,120,000 | 804,070,000   | 86.0%            | 36.8%                     |

#### العشرة الاوائل
على اليمين: قائمة البلدان العشرة الأوائل الأمريكية التي تحوي أكبر عدد من المسيحيين.
على اليسار: قائمة البلدان العشرة الأوائل الأمريكية التي لديها أعلى نسب مئوية للسكان المسيحيين.
| مرتبة | دولة             | عدد المسيحيين | % نسبة المسيحيين | دولة      | % نسبة المسيحيين | عدد المسيحيين |
| ----- | ---------------- | ------------- | ---------------- | --------- | ---------------- | ------------- |
| 1     | الولايات المتحدة | 243,186,000   | 78.4%            | الإكوادور | 99.0%            | 14,099,000    |
| 2     | البرازيل         | 174,700,000   | 90.4%            | فنزويلا   | 98.0%            | 28,340,000    |
| 3     | المكسيك          | 105,095,000   | 94.5%            | كولومبيا  | 97.6%            | 44,502,000    |
| 4     | كولومبيا         | 44,502,000    | 97.6%            | غواتيمالا | 97.5%            | 14,018,000    |
| 5     | الأرجنتين        | 37,561,000    | 92.7%            | غرينادا   | 97.3%            | 101,000       |
| 6     | فنزويلا          | 28,340,000    | 98.0%            | بوليفيا   | 97.0%            | 9,730,000     |
| 7     | بيرو             | 27,635,000    | 93.8%            | بورتوريكو | 97.0%            | 3,878,000     |
| 8     | كندا             | 26,401,000    | 77.1%            | باراغواي  | 96.9%            | 6,260,000     |
| 9     | تشيلي            | 14,930,000    | 87.2%            | جرينلاند  | 96.6%            | 55,000        |
| 10    | الإكوادور        | 14,099,000    | 99.0%            | باهاماس   | 96.3%            | 333,000       |

### آسيا
حوالي 12.6% من سكان آسيا مسيحيين، وبذلك تصل أعدادهم، إلى أكثر من 364,780,000 مليون نسمة حسب إحصائية الموسوعة البريطانية، ويشكلون 13% من مسيحيي العالم، ويُشّكل البروتستانت نصف مسيحيي آسيا بنسبة 49%، بينما الكاثوليك 46.1%، أمّا الأرثوذكس 4.2% من مجمل المسيحيين في آسيا.
| منطقة               | عدد السكان    | عدد المسيحيين | % نسبة المسيحيين | % النسبة من مسيحيي العالم |
| ------------------- | ------------- | ------------- | ---------------- | ------------------------- |
| شرق آسيا            | 1,562,109,000 | 95,398,000    | 5.51%            | 4.01%                     |
| جنوب آسيا ووسط آسيا | 1,717,434,000 | 41,796,000    | 2.43%            | 1.94%                     |
| جنوب شرق آسيا       | 606,419,000   | 153,217,000   | 23.40%           | 6.21%                     |
| غرب آسيا            | 233,667,000   | 16,720,000    | 7.15%            | 0.77%                     |
| المجموع             | 4,119,629,000 | 364,780,000   | 6.75%            | 12.94%                    |

#### العشرة الاوائل
على اليمين: قائمة البلدان العشرة الأوائل الآسيوية التي تحوي أكبر عدد من المسيحيين.
على اليسار: قائمة البلدان العشرة الأوائل الآسيوية التي لديها أعلى نسب مئوية للسكان المسيحيين.
| مرتبة | دولة           | عدد المسيحيين | % نسبة المسيحيين | دولة           | % نسبة المسيحيين | عدد المسيحيين |
| ----- | -------------- | ------------- | ---------------- | -------------- | ---------------- | ------------- |
| 1     | الفلبين        | 90,530,000    | 92.4%            | أرمينيا        | 100%             | 3,196,000     |
| 2     | الصين          | 66,959,000    | 5.0%             | تيمور الشرقية  | 98.4%            | 1,152,000     |
| 3     | إندونيسيا      | 28,804,000    | 12.3%            | الفلبين        | 92.4%            | 90,530,000    |
| 4     | الهند          | 26,113,000    | 2.2%             | جورجيا         | 88.6%            | 3,930,000     |
| 5     | كوريا الجنوبية | 14,534,000    | 29.2%            | قبرص           | 79.3%            | 863,000       |
| 6     | كازاخستان      | 7,451,000     | 46.0%            | كازاخستان      | 46.0%            | 7,451,000     |
| 7     | فيتنام         | 6,868,000     | 8.0%             | لبنان          | 40.0%            | 1,702,000     |
| 8     | جورجيا         | 3,930,000     | 88.6%            | كوريا الجنوبية | 29.2%            | 14,534,000    |
| 9     | أرمينيا        | 3,196,000     | 98.7%            | قيرغيزستان     | 17.0%            | 944,000       |
| 10    | باكستان        | 2,727,000     | 1.6%             | الكويت         | 15.0%            | 458,000       |

### أوروبا
| < 1%    | تركيا |
| 2–4%    | أذربيجان |
|         | |
| 5–10%   | كوسوفو |
| 10–20%  | ألبانيا كازاخستان                                                                                            |
| 20–30%  | جمهوريّة التشيك                                                                                               |
| 30–40%  | إستونيا |
|         | |
| 50–60%  | هولندا البوسنة والهرسك لاتفيا جمهوريّة مقدونيا                                                                |
| 60–70%  | فرنسا بلجيكا المملكة المتحدة السويد ألمانيا                                                                  |
| 70–80%  | لوكسمبورغ بيلاروس سويسرا قبرص روسيا الجبل الأسود سلوفينيا إسبانيا                                            |
| 80–90%  | فنلندا النمسا المجر بلغاريا إيطاليا الدنمارك أوكرانيا النرويج سلوفاكيا موناكو اليونان جورجيا أندورا ليتوانيا |
| 90–95%  | سان مارينو البرتغال ليختنشتاين جمهوريّة أيرلندا صربيا كرواتيا بولندا أيسلندا                                  |
| 95–100% | مالطة مولدوفا أرمينيا رومانيا الفاتيكان                                                                      |

يعيش حوالي 26% من مسيحيين العالم في أوروبا يعرّف 76.2% من الأوروبيين أنفسهم كمسيحيين وتصل أعدادهم إلى 565,560,000، الكاثوليك هم أكبر جماعة مسيحية في أوروبا ويشكلون نسبة 46.3% من مجمل مسيحيين أوروبا، بينما الأرثوذكس 35.4%، أما البروتستانت فبالرغم من كون أوروبا منشأ البروتستانتية فنسبة البروتستانت من مسيحيي أوروبا هي 17.8%.
| منطقة           | عدد السكان  | عدد المسيحيين | % نسبة المسيحيين | % النسبة من مسيحيي العالم |
| --------------- | ----------- | ------------- | ---------------- | ------------------------- |
| أوروبا الشرقية  | 292,082,000 | 231,014,000   | 79.09%           | 10.74%                    |
| أوروبا الشمالية | 97,547,000  | 73,684,000    | 75.53%           | 3.42%                     |
| أوروبا الجنوبية | 147,348,000 | 130,717,000   | 88.71%           | 6.08%                     |
| أوروبا الغربية  | 190,106,000 | 115,496,000   | 60.75%           | 5.37%                     |
| المجموع         | 727,083,000 | 565,560,000   | 76.2%            | 25.9%                     |

#### العشرة الاوائل
على اليمين: قائمة البلدان العشرة الأوائل الأوروبية التي تحوي أكبر عدد من المسيحيين.
على اليسار: قائمة البلدان العشرة الأوائل الأوروبية التي لديها أعلى نسب مئوية للسكان المسيحيين.
| مرتبة | دولة            | عدد المسيحيين | % نسبة المسيحيين | دولة       | % نسبة المسيحيين | عدد المسيحيين |
| ----- | --------------- | ------------- | ---------------- | ---------- | ---------------- | ------------- |
| 1     | روسيا           | 99,775,000    | 70.3%            | الفاتيكان  | 100.0%           | 800           |
| 2     | إيطاليا         | 55,070,000    | 91.1%            | مولدوفا    | 98.3%            | 3,503,000     |
| 3     | ألمانيا         | 49,000,000    | 68.9%            | اليونان    | 98.0%            | 11,080,000    |
| 4     | المملكة المتحدة | 44,522,000    | 71.8%            | مالطا      | 98.0%            | 408,000       |
| 5     | أوكرانيا        | 41,973,000    | 91.5%            | رومانيا    | 97.5%            | 20,930,000    |
| 6     | بولندا          | 36,526,000    | 95.7%            | سان مارينو | 97.0%            | 31,000        |
| 7     | إسبانيا         | 35,568,000    | 77.2%            | بولندا     | 95.7%            | 36,526,000    |
| 8     | فرنسا           | 39,560,000    | 63.0%            | جزر فارو   | 94.0%            | 46,000        |
| 9     | رومانيا         | 20,930,000    | 97.5%            | كرواتيا    | 92.6%            | 4,107,000     |
| 10    | اليونان         | 11,080,000    | 98.0%            | أيرلندا    | 92.3%            | 4,116,000     |

### أوقيانوسيا
يبلغ عدد مسيحيين أوقيانوسيا 25,754,000 ويشكلون حوالي 73.36% من سكان أوقيانوسيا، و1.19% من مسيحيي العالم، المسيحيون في أوقيانوسيا يتناصفون بين كاثوليك وبروتستانت.
| منطقة       | عدد السكان | عدد المسيحيين | % نسبة المسيحيين | % النسبة من مسيحيي العالم |
| ----------- | ---------- | ------------- | ---------------- | ------------------------- |
| أستراليا    | 25,770,000 | 16,771,000    | 65.07%           | 0.78%                     |
| ميلانيزيا   | 8,084,000  | 7,844,000     | 97.03%           | 0.36%                     |
| مايكرونيزيا | 537,000    | 509,000       | 94.80%           | 0.02%                     |
| بولنيزيا    | 712,000    | 630,000       | 88.48%           | 0.02%                     |
| المجموع     | 35,103,000 | 25,754,000    | 73.36%           | 1.19%                     |

#### العشرة الاوائل
على اليمين: قائمة البلدان العشرة الأوائل الأوقيانوسية التي تحوي أكبر عدد من المسيحيين.
على اليسار: قائمة البلدان العشرة الأوائل الأوقيانوسية التي لديها أعلى نسب مئوية للسكان المسيحيين.
| مرتبة | دولة                      | عدد المسيحيين | % نسبة المسيحيين | دولة                      | % نسبة المسيحيين | عدد المسيحيين |
| ----- | ------------------------- | ------------- | ---------------- | ------------------------- | ---------------- | ------------- |
| 1     | أستراليا                  | 14,345,000    | 63.9%            | جزر بيتكيرن               | 100.0%           | 50            |
| 2     | بابوا غينيا الجديدة       | 6,640,000     | 96.4%            | توكيلاو                   | 99.0%            | 1,200         |
| 3     | نيوزيلندا                 | 2,426,000     | 55.3%            | توفالو                    | 98.4%            | 10,000        |
| 4     | جزر سليمان                | 507,000       | 97.0%            | ساموا الأمريكية           | 98.3%            | 68,000        |
| 5     | فيجي                      | 498,000       | 58.3%            | ساموا                     | 98.2%            | 176,000       |
| 6     | فانواتو                   | 199,000       | 83.0%            | ولايات ميكرونيسيا المتحدة | 95.4%            | 106,000       |
| 7     | غوام                      | 170,000       | 95.6%            | جزر مارشال                | 97.3%            | 64,000        |
| 8     | ساموا                     | 179,000       | ~ 100.0%         | جزر سليمان                | 97.0%            | 507,000       |
| 9     | ولايات ميكرونيسيا المتحدة | 106,000       | 95.4%            | بابوا غينيا الجديدة       | 96.4%            | 6,640,000     |
| 10    | الجزر العذراء الأمريكية   | 102,000       | 93.0%            | غوام                      | 95.6%            | 170,000       |

### الشرق الأوسط
تعتبر منطقة الشرق الأوسط مهد الديانة المسيحية، يشكل المسيحيين نسبة 4.75% من سكانها، وتتراوح أعدادهم، بين من 17,354,000 و22 مليون نسمة، يشكل الكاثوليك (الأغلبية تنتمي إلى الكنائس الكاثوليكية الشرقية) حوالي 43.5% من مجمل المسيحيين، بينما الأرثوذكس (الأغلبية أرثوذكسية مشرقية) 43.0% من مسيحيين الشرق الأوسط، أما البروتستانت فنسبتهم حوالي 13.5% من مجمل المسيحيين في الشرق الأوسط.
| منطقة        | عدد السكان  | عدد المسيحيين | % نسبة المسيحيين | % النسبة من مسيحيي العالم |
| ------------ | ----------- | ------------- | ---------------- | ------------------------- |
| الشرق الأوسط | 365,305,000 | 17,354,000    | 4.75%            | 0.80%                     |

#### العشرة الاوائل
على اليمين: قائمة البلدان العشرة الأوائل الشرق أوسطية التي تحوي أكبر عدد من المسيحيين.
على اليسار: قائمة البلدان العشرة الأوائل الشرق أوسطية التي لديها أعلى نسب مئوية للسكان المسيحيين.
| مرتبة | دولة                     | عدد المسيحيين | % نسبة المسيحيين | دولة                     | % نسبة المسيحيين | عدد المسيحيين |
| ----- | ------------------------ | ------------- | ---------------- | ------------------------ | ---------------- | ------------- |
| 1     | مصر                      | 10,000,000    | 10.0%            | قبرص                     | 79.3%            | 863,000       |
| 2     | سوريا                    | 2,251,000     | 10.0%            | لبنان                    | 40.0%            | 1,702,000     |
| 3     | لبنان                    | 1,802,000     | 40.0%            | الكويت                   | 15.0%            | 458,000       |
| 4     | السعودية                 | 1,493,000     | 5.5%             | مصر                      | 10.0%            | 10,000,000    |
| 5     | العراق                   | 944,000       | 3.0%             | سوريا                    | 10.0%            | 2,251,000     |
| 6     | قبرص                     | 863,000       | 79.3%            | الإمارات العربية المتحدة | 9.0%             | 424,000       |
| 7     | الكويت                   | 458,000       | 15.0%            | البحرين                  | 9.0%             | 73,000        |
| 8     | الإمارات العربية المتحدة | 424,000       | 9.0%             | قطر                      | 8.5%             | 144,000       |
| 9     | الأردن                   | 388,000       | 6.0%             | الأردن                   | 6.0%             | 388,000       |
| 10    | إيران                    | 300,000       | 0.4%             | السعودية                 | 5.5%             | 1,493,000     |